# Sportjahr 1979
Liste der Sportjahre

◄◄ | ◄ | 1975 | 1976 | 1977 | 1978 | Sportjahr 1979 | 1980 | 1981 | 1982 | 1983 | ► | ►►

Weitere Ereignisse · Fußballjahr

## Badminton
Höhepunkte des Badmintonjahres 1979 waren der Thomas Cup 1979 sowie die All England, die Irish Open, die Scottish Open, die Dutch Open, die Denmark Open, die Südostasienspiele und die French Open. Der kleinere Weltverband WBF richtete eine Weltmeisterschaft aus.

### Internationale Veranstaltungen
| Veranstaltung | Herreneinzel   | Dameneinzel   | Herrendoppel                       | Damendoppel                   | Mixed                             |
| ------------- | -------------- | ------------- | ---------------------------------- | ----------------------------- | --------------------------------- |
| All England   | Liem Swie King | Lene Køppen   | Tjun Tjun Johan Wahjudi            | Verawaty Imelda Wiguna        | Christian Hadinata Imelda Wiguna  |
| Denmark Open  | Flemming Delfs | Lene Køppen   | Masao Tsuchida Yoshitaka Iino      | Mikiko Takada Atsuko Tokuda   | Ray Stevens Nora Perry            |
| French Open   | Andy Goode     | Alison Bryson | Roland Maywald Karl-Heinz Zwiebler | Ingrid Morsch Vera Martini    | Karl-Heinz Zwiebler Ingrid Morsch |
| Swedish Open  | Flemming Delfs | Lene Køppen   | Flemming Delfs Steen Skovgaard     | Joke van Beusekom Lene Køppen | Mike Tredgett Nora Perry          |

## Cricket
- 23. Juni: Die West Indies gewinnen den zweiten Cricket World Cup in England, indem sie im Finale England mit 92 Runs besiegen.

## Fechten

### Fechtweltmeisterschaften
Die Fechtweltmeisterschaften 1979 fanden vom 18. bis 28. August 1979 in Melbourne statt. Es wurden acht Wettbewerbe ausgetragen, sechs für Herren und zwei für Damen. Mit sechs von acht möglichen Titeln wurde das Team der Sowjetunion die erfolgreichste Nation dieser Weltmeisterschaft.

## Leichtathletik
- 15. April – Sebastian Coe, Großbritannien, lief die 1500 Meter der Herren in 3:32,0 Minuten.
- 6. Mai – Renaldo Nehemiah, USA, lief die 110 Meter. Hürden der Herren in 13 Sekunden.
- 21. Mai – Grete Waitz, Norwegen, lief den Marathon der Damen in 2:27:32 Stunden.
- 3. Juni – Marita Koch, DDR, lief die 200 Meter der Damen in 22,02 Sekunden.
- 10. Juni – Marita Koch, DDR, lief die 200 Meter der Damen in 21,71 Sekunden.
- 13. Juni – Vadim Tsvetkov, Russland, ging im 20.000-Meter-Gehen der Herren in 1:22:19 Stunden.
- 13. Juni – Ruth Fuchs, DDR erreichte im Speerwurf der Damen 69,52 Meter.
- 19. Juni – Daniel Bautista, Mexiko, ging im 20.000-Meter-Gehen der Herren in 1:22:16 Stunden.
- 3. Juli – Marita Koch, DDR, lief die 200 Meter der Damen in 22,02 Sekunden.
- 5. Juli – Sebastian Coe, Großbritannien, lief die 800 Meter der Herren in 1:42,3 Minuten.
- 6. Juli – Renaldo Nehemiah, USA, lief die 110 Meter Hürden der Herren in 13 Sekunden.
- 9. Juli – Reima Salonen, Finnland, ging im 20.000-Meter-Gehen der Herren in 1:21:01 Stunden.
- 18. Juli – Grażyna Rabsztyn, Polen, lief die 100 Meter Hürden der Damen in 12,48 Sekunden.
- 27. Juli – Marina Makejewa, Sowjetunion, lief die 400 Meter Hürden der Damen in 54,78 Sekunden.
- 4. August – Marita Koch, DDR, lief die 400 Meter der Damen in 48,6 Sekunden.
- 15. August – Sebastian Coe, Großbritannien, lief die 1500 Meter der Herren in 3:32,1 Minuten.
- 29. August – Marita Koch, DDR, lief die 400 Meter der Damen in 48,89 Sekunden.
- 12. September – Pietro Mennea, Italien, lief die 200 Meter der Herren in 19,72 Sekunden.
- 13. September – Renaldo Nehemiah, USA, lief die 110 Meter Hürden der Herren in 13,16 Sekunden.
- 15. September – Thorill Gylder, Norwegen ging im 10.000-Meter-Gehen der Damen in 47:24 Minuten.
- 12. Oktober – Pietro Mennea, Italien, lief die 200 Meter der Herren in 19,72 Sekunden.
- 21. Oktober – Grete Waitz, Norwegen, lief den Marathon der Damen 2:27:33 Stunden.
- 5. Dezember – Sebastian Coe, Großbritannien, lief die 800 Meter der Herren in 1:42,3 Minuten.
- Erstmaliges Stattfinden des SportScheck RUNs

## Motorradsport

### Formel 750
- Den Titel in der letztmals von der FIM als Weltmeisterschaft ausgetragenen Formel 750 sichert sich der 26-jährige Franzose Patrick Pons auf Yamaha vor dem Schweizer Michel Frutschi und dem Venezolaner (beide ebenfalls Yamaha).

### Formula TT
- Die Formula TT besteht 1979 zum ersten Mal aus mehreren Rennen, nämlich der Isle of Man TT und dem Ulster Grand Prix. Der Fahrer, der die meisten Punkte in beiden Rennen sammelt, gewinnt den Weltmeistertitel.

#### TT-F1-Klasse
- In der TT-F1-Klasse siegt der 22-jährige Brite Ron Haslam auf Honda vor seinem Landsmann Alex George (ebenfalls Honda) und dem Neuseeländer Graeme Crosby (Kawasaki).

#### TT-F2-Klasse
- In der TT-F2-Klasse wird der Brite Alan Jackson sr. auf Honda zum dritten Mal Weltmeister. Seine Landsmänner Roger Bowler (ebenfalls Honda) und Steve Ward (Benelli) belegen die Ränge zwei und drei.

#### TT-F3-Klasse
- Auch in der TT-F3-Klasse gewinnt der Australier Barry Smith auf Yamaha vor den Briten Bill Smith und Roger Hunter (beide Honda) den WM-Titel.

## Tennis
- Grand Slam-Turniersieger (Herren):
  - Australian Open:  Guillermo Vilas
  - French Open:  Björn Borg
  - Wimbledon:  Björn Borg
  - US Open:  John McEnroe
- Grand Slam-Turniersieger (Damen):
  - Australian Open:  Barbara Jordan
  - French Open:  Chris Evert-Lloyd
  - Wimbledon:  Martina Navratilova
  - US Open:  Tracy Austin
- Davis Cup: Die USA gewannen im Finale gegen Italien mit 5:0.

## Tischtennis
- Tischtennisweltmeisterschaft 1979 25. April bis 6. Mai in Pjöngjang (Nordkorea)
- Länderspiele Deutschlands (Freundschaftsspiele)
  - 10. Mai: Hongkong: D. – Hongkong 4:5 (Herren)
  - 10. Mai: Hongkong: D. – Hongkong 3:0 (Damen)
- Europaliga
  - 17. Januar: Wolfsburg: D. – UdSSR 7:0 (Damen + Herren)
  - 6. Februar: Pribram: D. – CSSR 3:4 (Damen + Herren)
  - 8. März: Valence: D. – Frankreich 5:2 (Damen + Herren)
  - 27. September: Burglengenfeld: D. – England 3:4 (Damen + Herren)
  - 1. Oktober: Eslöv: D. – Schweden 0:7 (Damen + Herren)
  - 15. November: Minden: D. – Ungarn 1:6 (Damen + Herren)
  - 6. Dezember: Nierstein: D. – Frankreich 3:4 (Damen + Herren)

## Geboren

### Januar

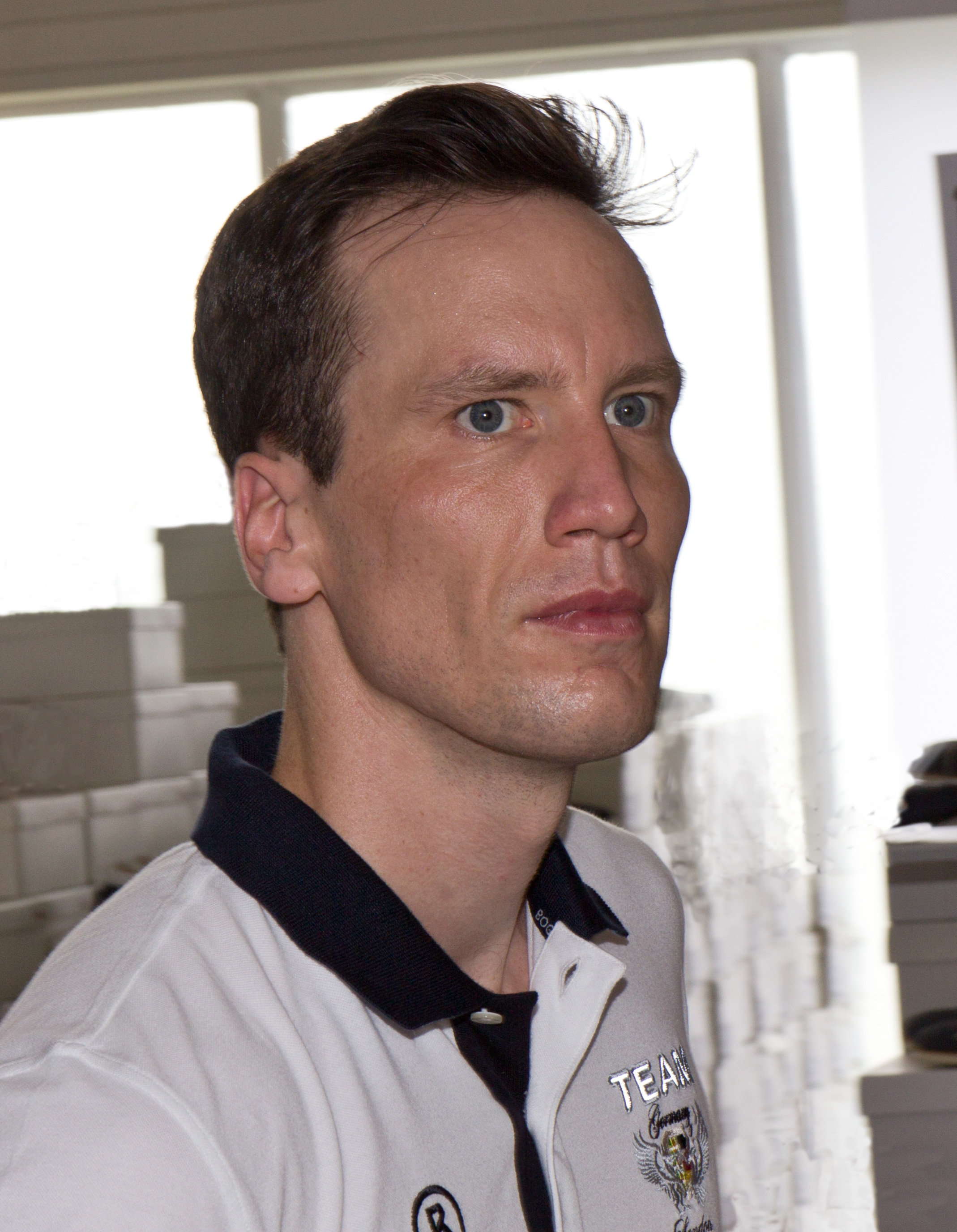
Ingo Kindervater

- 01. Januar: Fadi El Khatib, libanesischer Basketballspieler
- 01. Januar: Ingo Kindervater, deutscher Badmintonspieler
- 03. Januar: Adriano Vieira Louzada, brasilianischer Fußballspieler
- 04. Januar: Fábio Bilica, brasilianischer Fußballspieler
- 05. Januar: Giuseppe Gibilisco, italienischer Leichtathlet
- 05. Januar: Håvard Klemetsen, norwegischer Nordischer Kombinierer
- 05. Januar: Inna Suslina, russische Handballspielerin
- 06. Januar: Aleš Pajovič, slowenischer Handballspieler
- 06. Januar: Souad Aït Salem, algerische Langstreckenläuferin
- 06. Januar: Robert Cvek, tschechischer Schachgroßmeister
- 07. Januar: Ricardo Maurício, brasilianischer Automobilrennfahrer
- 08. Januar: Simon Colosimo, australischer Fußballspieler
- 08. Januar: Stipe Pletikosa, kroatischer Fußballspieler
- 09. Januar: Raúl Alonso, spanischer Handballtrainer
- 09. Januar: Markus Larsson, schwedischer Skirennläufer
- 09. Januar: Markus Jocher, deutscher Eishockeyspieler
- 09. Januar: Peter Žonta, slowenischer Skispringer

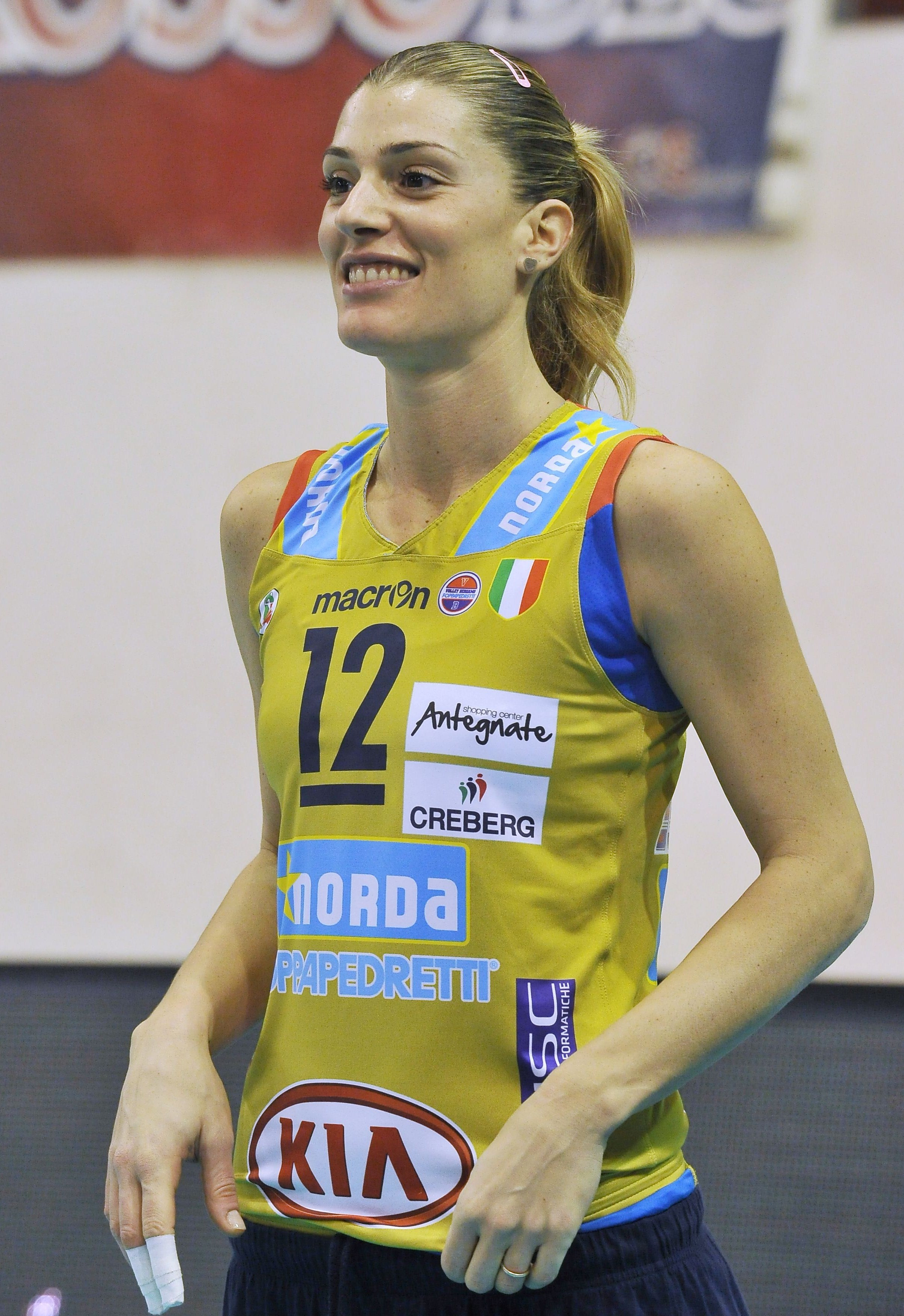
Francesca Piccinini

- 10. Januar: Francesca Piccinini, italienische Volleyballspielerin
- 10. Januar: Björn Rupprecht, deutscher Handballspieler und -trainer
- 11. Januar: Kari Mette Johansen, norwegische Handballspielerin
- 12. Januar: Matej Gnezda, slowenischer Radrennfahrer
- 12. Januar: David Zabriskie, US-amerikanischer Radfahrer
- 13. Januar: Mirosław Spiżak, polnischer Fußballspieler
- 15. Januar: Fernando Carreño, uruguayischer Fußballspieler
- 15. Januar: Michael Neumayer, deutscher Skispringer
- 17. Januar: Ricardo Cabanas, Schweizer Fußballspieler
- 18. Januar: Paulo Ferreira, portugiesischer Fußballspieler
- 19. Januar: Swetlana Chorkina, russische Kunstturnerin
- 19. Januar: Boris Schommers, deutscher Fußballtrainer
- 20. Januar: Emiliano Bonazzoli, italienischer Fußballspieler
- 20. Januar: Paulo César Fonseca Nunes, brasilianischer Fußballspieler
- 20. Januar: Alexander Müller, deutscher Automobilrennfahrer
- 21. Januar: Sebastian Schindzielorz, deutscher Fußballspieler
- 22. Januar: Lincoln, brasilianischer Fußballspieler
- 23. Januar: Markus Bichler, österreichischer Sportschütze
- 23. Januar: Benjamín Noval, spanischer Radsportler
- 25. Januar: Kasime Adilo, äthiopischer Marathonläufer
- 25. Januar: Pi Hongyan, chinesisch-französische Badmintonspielerin
- 25. Januar: Jonathan Rivera Vieco, spanischer Handballspieler
- 26. Januar: Edgar Martínez, uruguayischer Fußballspieler
- 28. Januar: Ali Boulala, schwedischer Skateboarder
- 30. Januar: Raphael Schäfer, deutscher Fußballspieler
- 30. Januar: Davide Simoncelli, italienischer Skirennläufer
- 31. Januar: Fərid Abbasov, aserbaidschanischer Schachspieler und -trainer
- 31. Januar: Brahim Asloum, französischer Boxer
- 31. Januar: Bartosz Jurecki, polnischer Handballspieler
- 31. Januar: Felix Sturm, deutscher Boxer
- 31. Januar: Jenny Wolf, deutsche Eisschnellläuferin

### Februar

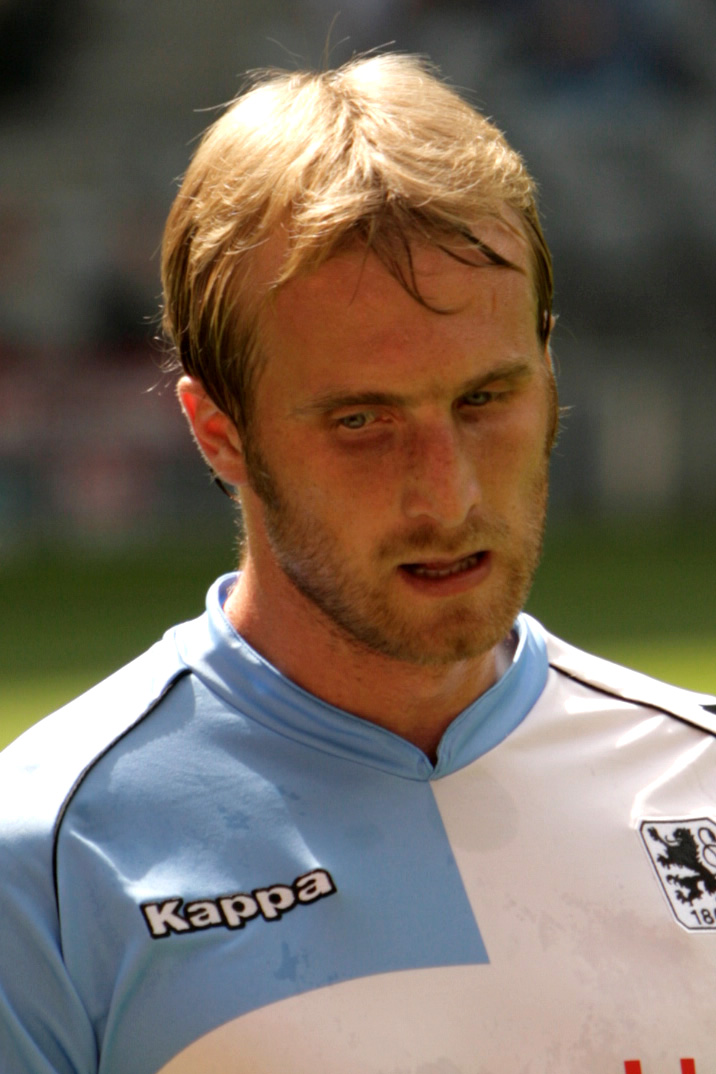
Daniel Bierofka

- 01. Februar: Juan, brasilianischer Fußballspieler
- 01. Februar: Aino-Kaisa Saarinen, finnische Skilangläuferin
- 02. Februar: Urmo Aava, estnischer Rallyefahrer
- 02. Februar: Sandy Casar, französischer Radrennsportler
- 02. Februar: Fani Chalkia, griechische Hürdenläuferin
- 04. Februar: Carlos Díaz, uruguayischer Fußballspieler
- 04. Februar: Giorgio Pantano, italienischer Automobilrennfahrer
- 05. Februar: Mirko Hrgović, bosnischer Fußballspieler
- 05. Februar: Ilaria Salvatori, italienische Florettfechterin und Olympiasiegerin
- 06. Februar: Wolodymyr Bileka, ukrainischer Radrennfahrer
- 06. Februar: Ilka Held, deutsche Handballspielerin
- 07. Februar: Daniel Bierofka, deutscher Fußballspieler
- 07. Februar: Florian Eckert, deutscher Skirennläufer
- 07. Februar: Meike Freitag, deutsche Schwimmerin
- 08. Februar: Alexei Mischin, russischer Ringer
- 08. Februar: Sebastian Seitner, deutscher Handballspieler
- 09. Februar: Ana Đokić, montenegrinische Handballspielerin
- 09. Februar: David Gray, englischer Snooker-Spieler
- 09. Februar: Irina Sluzkaja, russische Eiskunstläuferin
- 10. Februar: Joey Hand, US-amerikanischer Automobilrennfahrer
- 10. Februar: Ross Powers, US-amerikanischer Snowboardfahrer
- 13. Februar: Therese Bengtsson, schwedische Handballspielerin
- 13. Februar: Rafael Márquez, mexikanischer Fußballspieler
- 14. Februar: Michael Jurack, deutscher Judoka
- 14. Februar: Pablo Pallante, uruguayischer Fußballspieler
- 15. Februar: Ohenewa Akuffo, kanadische Ringerin
- 16. Februar: Valentino Rossi, italienischer Motorradrennfahrer
- 17. Februar: Alexander Naumann, deutscher Schachspieler
- 17. Februar: Cara Black, simbabwische Tennisspielerin
- 19. Februar: Steven Cherundolo, US-amerikanischer Fußballspieler
- 21. Februar: Carly Colon, puerto-ricanischer Wrestler
- 21. Februar: Zaur Tağızadə, aserbaidschanischer Fußballspieler
- 22. Februar: Brett Emerton, australischer Fußballspieler
- 22. Februar: Molrudee Kasemchaiyanan, neuseeländische Billardspielerin und -funktionärin († 2022)
- 23. Februar: Peninah Jerop Arusei, kenianische Langstreckenläuferin
- 24. Februar: Christian Ried, deutscher Automobilrennfahrer und Unternehmer
- 27. Februar: Andrzej Niedzielan, polnischer Fußballspieler
- 28. Februar: Primož Peterka, slowenischer Skispringer
- 28. Februar: Hélder Rodrigues, portugiesischer Endurorennfahrer
- 28. Februar: Stefan Wessels, deutscher Fußballspieler

### März
- 01. März: Stefan Frühbeis, deutscher Fußballspieler
- 02. März: Damien Duff, irischer Fußballspieler
- 02. März: Daniela Piedade, brasilianische Handballspielerin
- 04. März: Ryan Ariehaan, indonesischer Radrennfahrer
- 04. März: Wjatscheslaw Malafejew, russischer Fußballtorwart
- 05. März: Philip Giebler, US-amerikanischer Automobilrennfahrer
- 05. März: Tang Gonghong, chinesische Gewichtheberin
- 05. März: Youssef Mokhtari, marokkanischer Fußballspieler
- 05. März: Lars Krogh Jeppesen, dänischer Handballspieler
- 08. März: Verónica Cuadrado, spanische Handballspielerin
- 08. März: Quincy Detenamo, nauruischer Gewichtheber
- 09. März: Melina Perez, US-amerikanische Wrestlerin
- 11. März: Elton Brand, US-amerikanischer Basketballspieler
- 11. März: Jewgeni Ignatow, russischer Kanute
- 12. März: Enrico Kern, deutscher Fußballspieler
- 12. März: Staf Scheirlinckx, belgischer Radrennfahrer
- 12. März: Tim Wieskötter, deutscher Kanute
- 13. März: Jens Filbrich, deutscher Skilangläufer
- 13. März: Jeannette Götte, deutsche Fußballspielerin
- 13. März: Johan Santana, venezolanischer Baseballspieler
- 14. März: Nicolas Anelka, französischer Fußballspieler
- 14. März: Arsenio Cabungula, angolanischer Fußballspieler
- 14. März: Gao Ling, chinesische Badmintonspielerin
- 14. März: Sead Ramović, bosnisch-herzegowinischer Fußballspieler
- 16. März: Tyler Arnason, kanadisch-US-amerikanischer Eishockeyspieler
- 16. März: Edison Méndez, ecuadorianischer Fußballspieler
- 16. März: Ronny Liesche, deutscher Handballspieler und -trainer
- 17. März: Million Wolde, äthiopischer Leichtathlet
- 19. März: Ion Belaustegui, spanischer Handballspieler
- 19. März: Franco Brienza, italienischer Fußballspieler
- 19. März: Ivan Ljubičić, kroatischer Tennisspieler
- 21. März: Daniel Arnefjord, schwedischer Fußballspieler
- 21. März: Fredrik Berglund, schwedischer Fußballspieler
- 22. März: Aldo Duscher, österreichisch-argentinischer Fußballspieler
- 22. März: Silvano Beltrametti, Schweizer Skirennfahrer
- 24. März: Adam Andretti, US-amerikanischer Automobilrennfahrer
- 24. März: Bibiana Steinhaus, deutsche Fußballschiedsrichterin
- 25. März: Muriel Hurtis, französische Leichtathletin
- 25. März: Bekim Kastrati, albanischer Fußballspieler
- 25. März: S. Vijayalakshmi, indische Schachspielerin
- 26. März: Nacho Novo, spanischer Fußballspieler

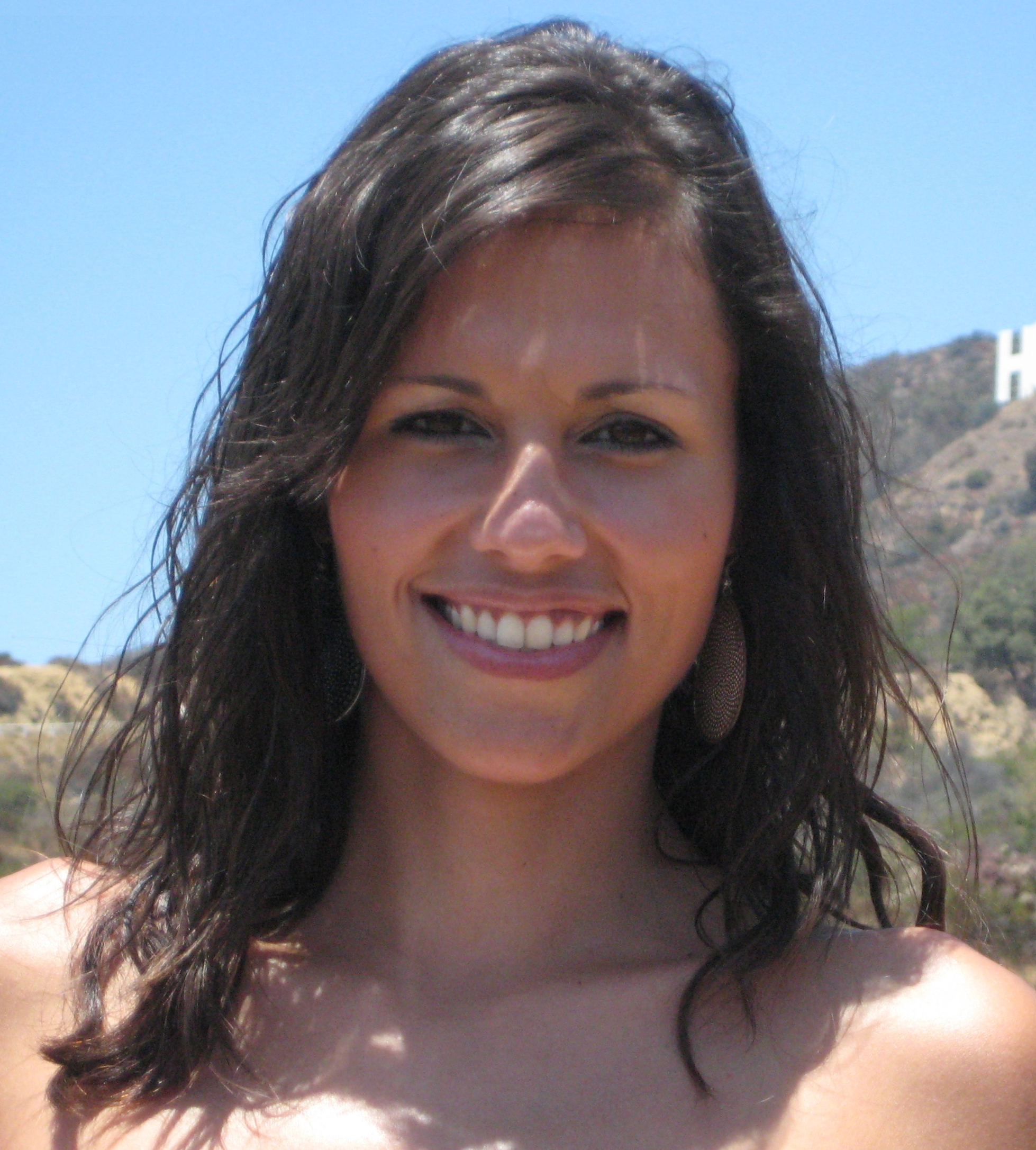
Estela Giménez

- 29. März: Estela Giménez, spanische rhythmische Sportgymnastin
- 29. März: Qin Liang, chinesische Fußballschiedsrichterin
- 30. März: Elinton Andrade, brasilianischer Fußballtorhüter
- 30. März: Thierry Gueorgiou, französischer Orientierungsläufer
- 31. März: Danny Invincibile, australischer Fußballspieler
- 31. März: Jonna Mendes, US-amerikanische Skirennläuferin

### April
- 01. April: Alex Antor, andorranischer Skirennläufer
- 01. April: Ivano Balić, kroatischer Handballspieler
- 02. April: Tatjana Arjassowa, russische Langstreckenläuferin
- 02. April: Grafite, brasilianischer Fußballspieler
- 02. April: Alexander Koke, deutscher Handballspieler und -trainer
- 02. April: Thomas Mutsch, deutscher Automobilrennfahrer
- 03. April: Aggelis Armenatzoglou, griechischer Bahn- und Straßenradrennfahrer
- 03. April: Živilė Balčiūnaitė, litauische Langstreckenläuferin
- 03. April: Stephan Just, deutscher Handballspieler
- 03. April: Steve Simonsen, englischer Fußballspieler
- 04. April: Ezequiel Alejo Carboni, argentinischer Fußballspieler
- 04. April: Maxim Opalew, russischer Kanute
- 05. April: Timo Hildebrand, deutscher Fußballspieler
- 05. April: Andrius Velička, litauischer Fußballspieler
- 06. April: Britta Kamrau, deutsche Schwimmerin
- 07. April: Patrick Crayton, US-amerikanischer American-Football-Spieler
- 09. April: Ryan Cox, südafrikanischer Radrennfahrer († 2007)
- 09. April: André Jørgensen, norwegischer Handballspieler
- 09. April: Mario Matt, österreichischer Skirennläufer
- 10. April: Iván Alonso, uruguayischer Fußballspieler
- 11. April: Umar al-Ghamdi, saudi-arabischer Fußballspieler
- 11. April: Haley Cope, US-amerikanische Schwimmerin
- 11. April: Michel Riesen, Schweizer Eishockeyspieler
- 12. April: Carlos Pérez, spanischer Kanute
- 13. April: Björn Anklev, schwedischer Fußballspieler
- 13. April: Gréta Arn, ungarische Tennisspielerin
- 13. April: Ivica Križanac, kroatischer Fußballspieler

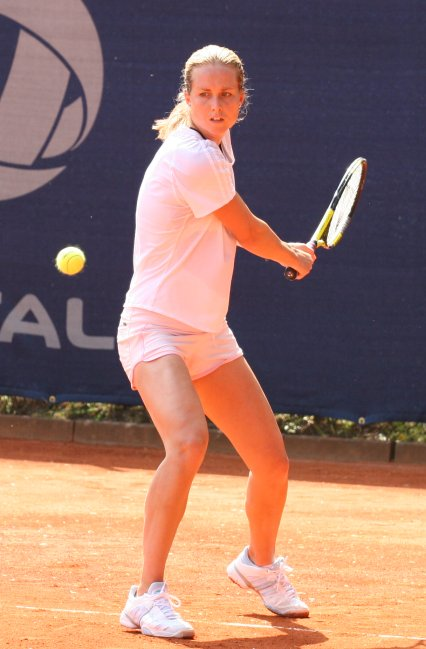
Meghann Shaughnessy

- 13. April: Meghann Shaughnessy, US-amerikanische Tennisspielerin
- 15. April: Olli Tuominen, finnischer Squashspieler
- 16. April: Christijan Albers, niederländischer Automobilrennfahrer
- 16. April: Lars Börgeling, deutscher Stabhochspringer
- 16. April: Sixto Peralta, argentinischer Fußballspieler
- 18. April: Tomáš Abrahám, tschechischer Fußballspieler
- 18. April: Anthony Davidson, britischer Automobilrennfahrer
- 18. April: Pawina Thongsuk, thailändische Gewichtheberin
- 19. April: Hæge Fagerhus, norwegische Handballspielerin
- 19. April: Antoaneta Stefanowa, bulgarische Schachspielerin
- 19. April: Tomasz Tłuczyński, polnischer Handballspieler
- 20. April: Jussi Hautamäki, finnischer Skispringer und Musiker
- 20. April: Tuomas Haapala, finnischer Fußballspieler
- 20. April: Raphaëlle Tervel, französische Handballspielerin
- 21. April: Stefano Garris, deutsch-italienisch-US-amerikanischer Basketballspieler
- 21. April: Michael Kümmerle, deutscher Fußballspieler
- 22. April: Scott Davis, australischer Radrennfahrer
- 22. April: John Gadret, französischer Radrennfahrer
- 23. April: Samppa Lajunen, finnischer Nordischer Kombinierer
- 23. April: Nicolas Portal, französischer Radrennfahrer († 2020)
- 26. April: Sebastian Hinze, deutscher Handballspieler und -trainer
- 26. April: Ferydoon Zandi, deutsch-iranischer Fußballspieler
- 28. April: Mirza Čehajić, bosnisch-herzegowinischer Handballspieler
- 28. April: Darmen Sadwakasow, kasachischer Schachmeister
- 29. April: Zsolt Lőw, ungarischer Fußballspieler
- 29. April: Tim Payne, englischer Rugbyspieler

### Mai
- 01. Mai: Mauro Bergamasco, italienischer Rugbyspieler
- 01. Mai: Lars Berger, norwegischer Biathlet
- 01. Mai: Ruud Janssen, niederländischer Schachspieler
- 02. Mai: Aissatou Barry, guineische Schwimmerin
- 02. Mai: Juan Ramón Curbelo, uruguayischer Fußballspieler
- 03. Mai: Shpejtim Arifi, kosovarischer Fußballspieler
- 03. Mai: Nathalie Bischof, deutsche Fußballspielerin und -trainerin
- 03. Mai: Simone Hauswald, deutsche Biathletin
- 03. Mai: Anastassija Schwedawa, weißrussische Leichtathletin russischer Herkunft
- 04. Mai: Mathias Rieck, deutscher Segler
- 05. Mai: Chris Buncombe, britischer Automobilrennfahrer
- 05. Mai: Vince Grella, australischer Fußballspieler
- 05. Mai: Cedric van der Gun, niederländischer Fußballspieler
- 06. Mai: Gerd Kanter, estnischer Leichtathlet
- 06. Mai: Benita Willis, australische Langstreckenläuferin
- 07. Mai: Lawrence Nycholat, kanadischer Eishockeyspieler
- 08. Mai: Gennaro Sardo, italienischer Fußballspieler
- 09. Mai: Rubens Bertogliati, Schweizer Radrennfahrer
- 10. Mai: Isabel Blanco, norwegische Handballspielerin
- 10. Mai: Wiradech Kothny, thailändisch-deutscher Fechter
- 10. Mai: Edicha Ocholi, nigerianischer Badmintonspieler
- 10. Mai: Marieke Vervoort, belgische Rollstuhlleichtathletin im Behindertensport
- 10. Mai: Stéphanie Volle, französische Volleyballspielerin
- 12. Mai: Joaquim Rodríguez, spanischer Radrennfahrer
- 13. Mai: Álvaro Mello, uruguayischer Fußballspieler
- 14. Mai: Robert Arrhenius, schwedischer Handballspieler und -trainer
- 14. Mai: Oliver Jonas, deutscher Eishockeyspieler
- 14. Mai: Mickaël Landreau, französischer Fußballspieler
- 15. Mai: Renato Dirnei Florencino, brasilianischer Fußballspieler
- 16. Mai: Matthias Kessler, deutscher Radrennfahrer
- 17. Mai: Ville Aaltonen, finnischer Bandyspieler
- 17. Mai: Joan Jepkorir Aiyabei, kenianische Langstreckenläuferin
- 17. Mai: Michaela Hofmann, deutsche Handballspielerin
- 18. Mai: Michal Martikán, slowakischer Kanuslalomfahrer
- 19. Mai: Denis Archipow, russischer Eishockeyspieler
- 19. Mai: Diego Forlán, uruguayischer Fußballspieler
- 19. Mai: Andrea Pirlo, italienischer Fußballspieler und -trainer
- 21. Mai: Marion Reiff, österreichische Wasserspringerin
- 21. Mai: Mauricio Ardila, kolumbianischer Radsportler
- 21. Mai: Avishai Geller, US-amerikanisch-israelischer Eishockeyspieler
- 22. Mai: Andreas Buder, österreichischer Skirennläufer
- 23. Mai: Julien Balbo, französischer Squashspieler
- 23. Mai: Ardijan Đokaj, montenegrinischer Fußballspieler
- 24. Mai: Dalibor Doder, schwedischer Handballspieler
- 24. Mai: Tracy McGrady, US-amerikanischer Basketballspieler
- 25. Mai: Sayed Moawad, ägyptischer Fußballspieler
- 25. Mai: Jonny Wilkinson, englischer Rugbyspieler
- 26. Mai: Alexei Markow, russischer Radrennfahrer
- 27. Mai: Mile Sterjovski, australischer Fußballspieler
- 28. Mai: Jewgeni Tschigischew, russischer Gewichtheber

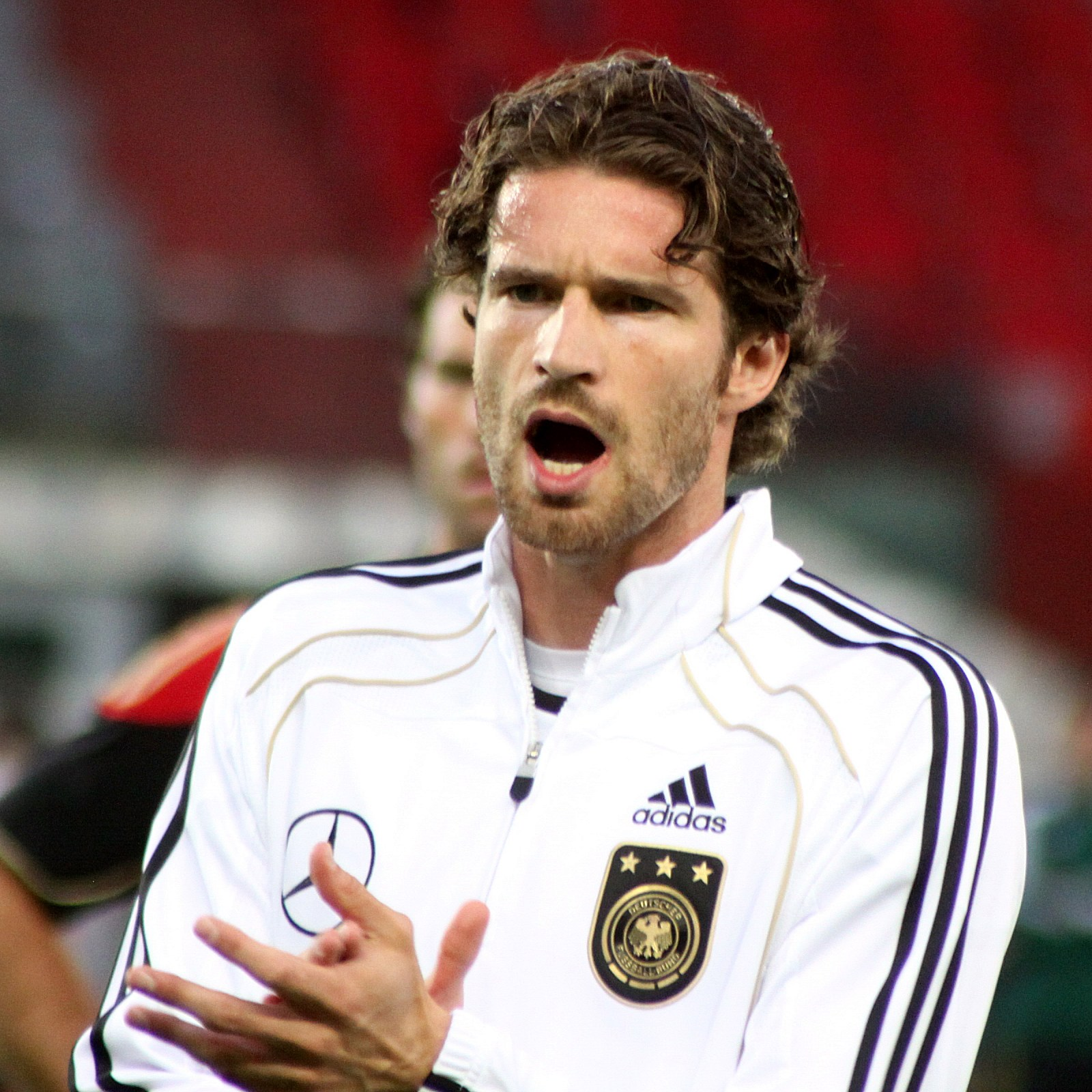
Arne Friedrich

- 29. Mai: Arne Friedrich, deutscher Fußballspieler
- 29. Mai: Martin Stocklasa, Liechtensteiner Fußballspieler
- 30. Mai: Fabian Ernst, deutscher Fußballspieler
- 30. Mai: István Vad, ungarischer Fußballschiedsrichter
- 31. Mai: Said Saif Asaad, bulgarischer Gewichtheber
- 31. Mai: Jean-François Gillet, belgischer Fußballspieler

### Juni
- 01. Juni: Tuncay Aksoy, türkischer Fußballspieler
- 03. Juni: Andrei Sergejewitsch Moissejew, russischer Pentathlet
- 04. Juni: Naohiro Takahara, japanischer Fußballspieler
- 05. Juni: Cristiano de Lima, brasilianischer Fußballspieler († 2004)
- 05. Juni: Antonio Di Salvo, italienischer Fußballspieler
- 07. Juni: Kevin Hofland, niederländischer Fußballspieler
- 08. Juni: Lene Lund Høy Karlsen, dänische Handballspielerin
- 08. Juni: Hrvoje Miholjević, kroatischer Radrennfahrer
- 09. Juni: Dario Dainelli, italienischer Fußballspieler
- 09. Juni: Stefano Tempesti, italienischer Wasserballtorhüter
- 10. Juni: Hasse Pavia Lind, dänischer Bogenschütze
- 11. Juni: Danilo Gabriel de Andrade, brasilianischer Fußballspieler
- 12. Juni: Diego Milito, argentinischer Fußballspieler
- 14. Juni: Johan Arneng, schwedischer Fußballspieler
- 14. Juni: Paradorn Srichaphan, thailändischer Tennisspieler
- 15. Juni: Orosco Anonam, nigerianisch-maltesischer Fußballspieler
- 15. Juni: Petar Datschew, bulgarischer Weitspringer
- 15. Juni: Demond Greene, deutscher Basketballspieler
- 15. Juni: Christian Rahn, deutscher Fußballspieler
- 15. Juni: Julija Neszjarenka, weißrussische Leichtathletin
- 15. Juni: Charles Zwolsman, niederländischer Automobilrennfahrer
- 17. Juni: Alexander Motyljow, russischer Schachspieler
- 18. Juni: Tsugio Matsuda, japanischer Automobilrennfahrer
- 18. Juni: Brian McKeever, kanadischer Skilangläufer
- 18. Juni: Andrew Sinkala, sambischer Fußballspieler
- 19. Juni: Moonika Aava, estnische Speerwerferin
- 20. Juni: Lúcio, brasilianischer Fußballspieler
- 22. Juni: Thomas Voeckler, französischer Radsportler
- 23. Juni: Marilyn Agliotti, niederländische Hockeyspielerin
- 23. Juni: LaDainian Tomlinson, US-amerikanischer American-Football-Spieler
- 25. Juni: Daniel Jensen, dänischer Fußballspieler
- 25. Juni: Jan Gustafsson, deutscher Schachspieler
- 25. Juni: Silvana Tirinzoni, Schweizer Curlerin
- 26. Juni: Ryō Fukuda, japanischer Automobilrennfahrer
- 27. Juni: Ehud Vaks, israelischer Judoka
- 27. Juni: Fabrizio Miccoli, italienischer Fußballspieler
- 28. Juni: Christian Werner, deutscher Radrennfahrer
- 29. Juni: Silvio Schröter, deutscher Fußballspieler
- 29. Juni: Marleen Veldhuis, niederländische Schwimmerin
- 30. Juni: Sylvain Chavanel, französischer Radrennfahrer

### Juli
- 01. Juli: Patrik Baboumian, deutscher Kraftsportler
- 01. Juli: Sylvain Calzati, französischer Radsportler
- 01. Juli: Júlio Silva, brasilianischer Tennisspieler
- 01. Juli: Enrico Sonnenberg, deutscher Motorradrennfahrer († 2015)
- 02. Juli: Walter Davis, US-amerikanischer Leichtathlet

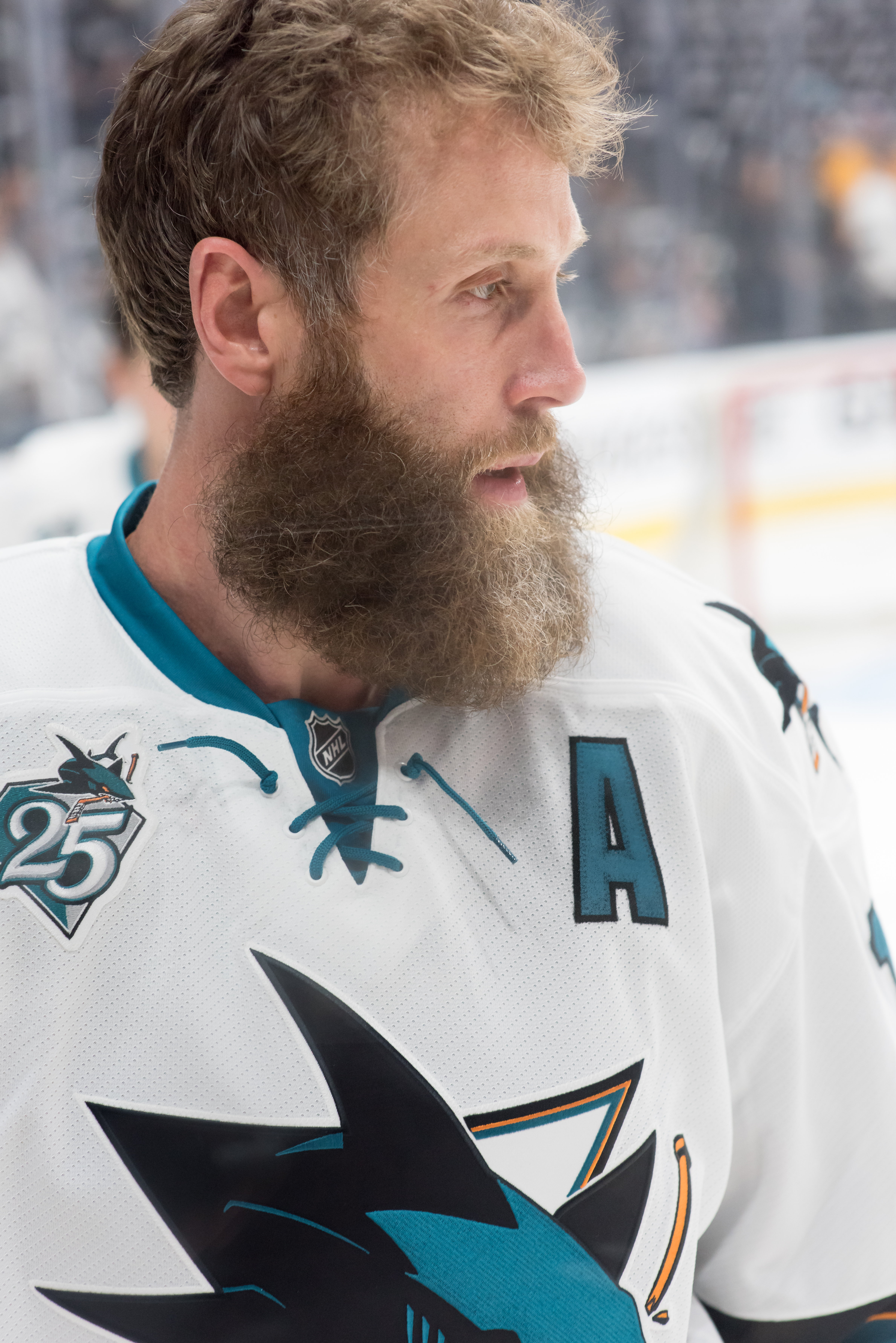
Joe Thornton

- 02. Juli: Joe Thornton, kanadischer Eishockeyspieler
- 02. Juli: Mario Knögler, österreichischer Schießsportler
- 02. Juli: Kris Meeke, britischer Rallyefahrer
- 04. Juli: Germán Anchieri, uruguayischer Ruderer
- 05. Juli: Tim Coly, deutscher Rugby-Union-Spieler

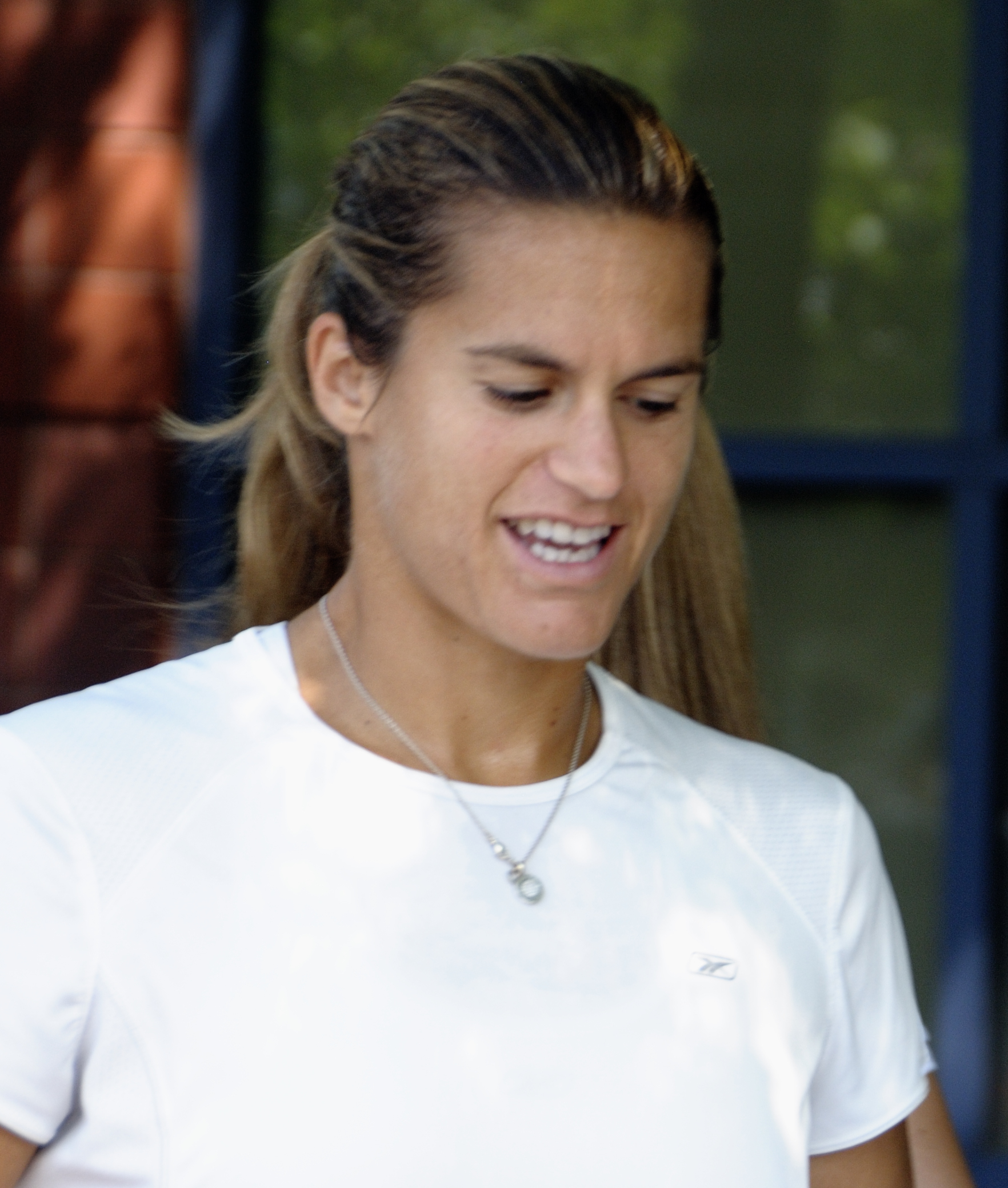
Amélie Mauresmo

- 05. Juli: Amélie Mauresmo, französische Tennisspielerin
- 06. Juli: Maik Makowka, deutscher Handballspieler
- 06. Juli: Goran Šprem, kroatischer Handballspieler
- 06. Juli: Gabe Woodward, US-amerikanischer Schwimmer
- 07. Juli: Loudy Wiggins, australische Wasserspringerin
- 10. Juli: Anders Oechsler, dänischer Handballspieler
- 10. Juli: Tobias Unger, deutscher Leichtathlet
- 11. Juli: Ahmed Salah Hosny, ägyptischer Fußballspieler
- 13. Juli: Daniel Alberto Díaz, argentinischer Fußballspieler
- 14. Juli: Nick Anderson, US-amerikanischer Eishockeyspieler
- 14. Juli: Ariel Garcé, argentinischer Fußballspieler
- 14. Juli: Matt Halliday, neuseeländischer Automobilrennfahrer
- 14. Juli: Thorsten Hohmann, deutscher Billardspieler
- 14. Juli: Sergei Ignaschewitsch, russischer Fußballspieler
- 14. Juli: Jenny Olsson, schwedische Skilangläuferin († 2012)
- 14. Juli: Robin Szolkowy, deutscher Eiskunstläufer
- 14. Juli: Axel Teichmann, deutscher Skilangläufer
- 15. Juli: Boubacar Diarra, malischer Fußballspieler
- 15. Juli: Alexander Frei, Schweizer Fußballspieler und -funktionär
- 18. Juli: Karl Angerer, deutscher Bobpilot
- 18. Juli: Radosław Babica, polnischer Poolbillardspieler
- 19. Juli: Zvonimir Vukić, serbisch-montenegrinischer Fußballspieler
- 20. Juli: Miklós Fehér, ungarischer Fußballspieler († 2004)
- 20. Juli: Kashif Shuja, neuseeländisch-pakistanischer Squashspieler und -trainer
- 22. Juli: Lucas Luhr, deutscher Automobilrennfahrer
- 24. Juli: Bo Spellerberg, dänischer Handballspieler
- 25. Juli: Ariane Hingst, deutsche Fußballspielerin
- 25. Juli: Hrvoje Vuković, kroatischer Fußballspieler
- 26. Juli: Paul Freier, deutscher Fußballspieler
- 26. Juli: Ronny Ziesmer, deutscher Turner
- 27. Juli: Jorge Arce, mexikanischer Boxer
- 29. Juli: André Lakos, österreichischer Eishockeyspieler
- 29. Juli: Issam Tej, tunesischer Handballspieler
- 30. Juli: Carlos Arroyo, puerto-ricanischer Basketballspieler
- 31. Juli: Carlos Marchena, spanischer Fußballspieler

### August
- 01. August: Junior Agogo, ghanaischer Fußballspieler († 2019)
- 01. August: Sascha Bäcker, deutscher Fußballspieler
- 02. August: Yvo Antoni, deutscher Hundedresseur und Akrobat
- 02. August: Manuel Arboleda, kolumbianischer Fußballspieler
- 02. August: Reuben Kosgei, kenianischer Mittel- und Langstreckenläufer
- 05. August: David Healy, nordirischer Fußballspieler
- 07. August: Igor Lukaschin, russischer Wasserspringer
- 07. August: Juan Pablo Rodríguez, mexikanischer Fußballspieler
- 07. August: Tomislav Zivic, kroatischer Fußballspieler
- 08. August: Rashard Lewis, US-amerikanischer Basketballspieler
- 08. August: Guðjón Valur Sigurðsson, isländischer Handballspieler und -trainer
- 09. August: Tore Ruud Hofstad, norwegischer Skilangläufer
- 09. August: Helge Payer, österreichischer Fußballspieler
- 09. August: Anastasios Sidiropoulos, griechischer Fußballschiedsrichter
- 09. August: Ronnie Quintarelli, italienischer Automobilrennfahrer
- 11. August: Luis Felipe Méliz, spanischer Weitspringer
- 11. August: Nemanja Vučićević, serbischer Fußballspieler
- 12. August: Zlatan Bajramović, bosnisch-herzegowinischer Fußballspieler
- 12. August: Ian Hutchinson, britischer Motorradrennfahrer
- 12. August: Austra Skujytė, litauische Leichtathletin
- 13. August: Bledi Shkembi, albanischer Fußballspieler
- 18. August: Christine Amertil, bahamaische Sprinterin
- 18. August: Alexander Wjatscheslawowitsch Michailin, russischer Judoka
- 19. August: Hanno Hasler, liechtensteinischer Fußballspieler
- 19. August: Oumar Kondé, Schweizer Fußballspieler
- 20. August: Denis Špoljarić, kroatischer Handballspieler
- 21. August: Adam Griffiths, australischer Fußballspieler
- 21. August: Kelley Washington, US-amerikanischer American-Football-Spieler
- 22. August: Mia Audina, niederländische Badmintonspielerin
- 24. August: Katja Nyberg, norwegische Handballspielerin

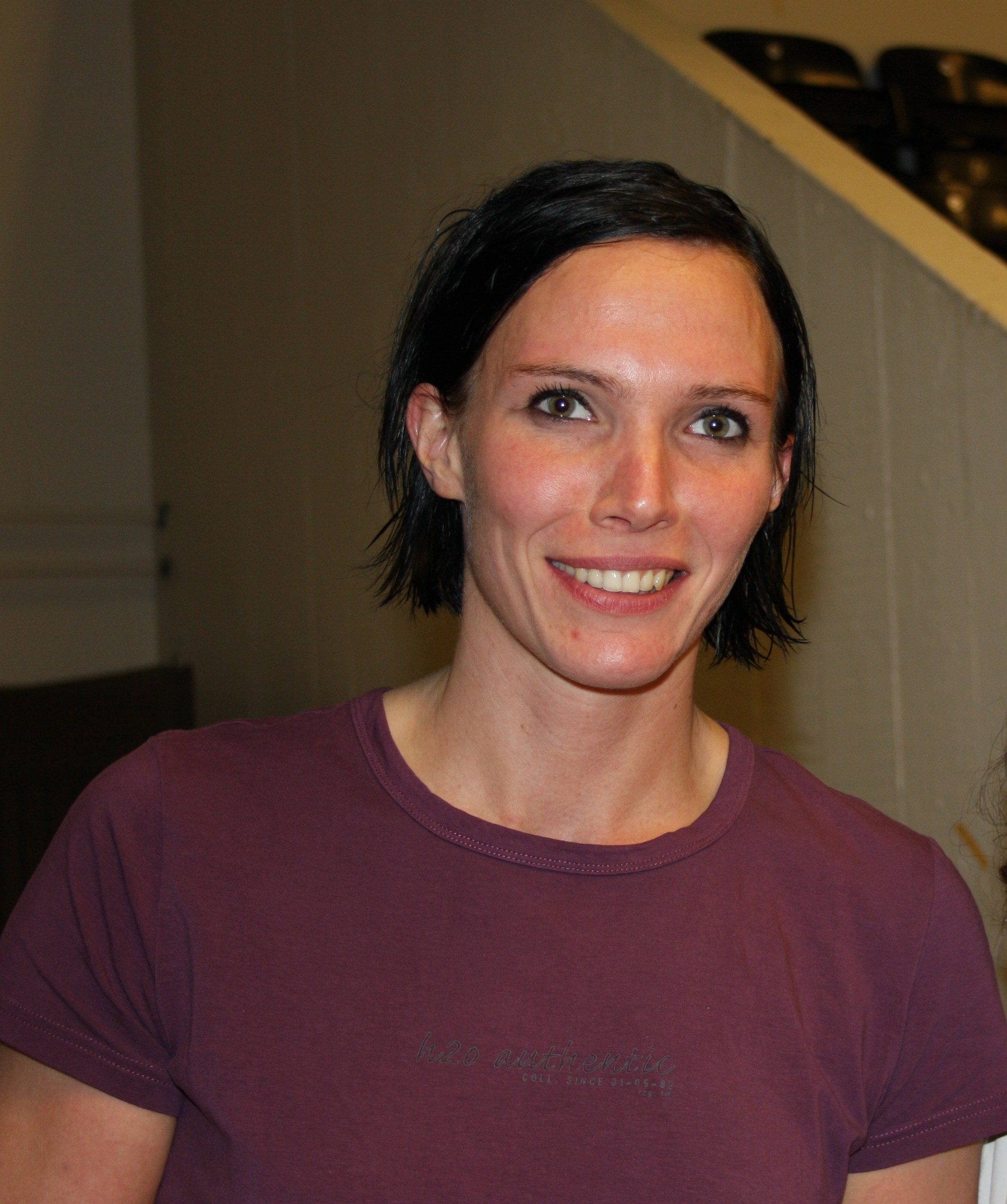
Katja Nyberg

- 25. August: Deanna Nolan, US-amerikanische Basketballspielerin
- 26. August: Grigori Drosd, russischer Boxer
- 27. August: Ole Bischof, deutscher Judoka
- 28. August: Jörg Abderhalden, Schweizer Schwinger
- 28. August: Robert Hoyzer, deutscher Fußballschiedsrichter
- 28. August: Leonardo Iglesias, argentinischer Fußballspieler
- 28. August: Markus Pröll, deutscher Fußballspieler
- 29. August: Kristjan Rahnu, estnischer Leichtathlet

### September
- 01. September: Oumar Abaker, tschadischer Fußballspieler
- 01. September: Jan Hoffmann, deutscher Fußballspieler

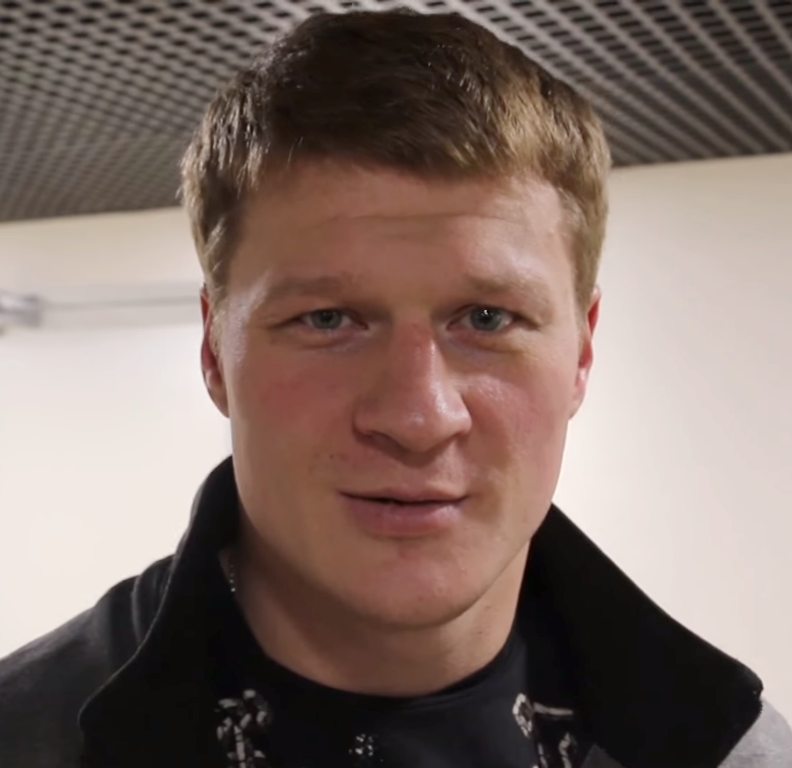
Alexander Powetkin

- 02. September: Alexander Powetkin, russischer Schwergewichtsboxer
- 03. September: Sergio Bastida, argentinischer Fußballspieler
- 03. September: Júlio César Soares de Espíndola, brasilianischer Fußballtorwart
- 04. September: Maxim Afinogenow, russischer Eishockeyspieler
- 04. September: Kerstin Garefrekes, deutsche Fußballspielerin
- 05. September: Kjersti Beck, norwegische Handballspielerin
- 05. September: John Carew, norwegischer Fußballspieler
- 06. September: Johan Berisha, Schweizer Fußballspieler
- 06. September: Christian Pampel, deutscher Volleyballspieler
- 06. September: Rajesh Pawar, indischer Cricketspieler
- 07. September: Corinne Imlig, Schweizer Skirennläuferin
- 08. September: Jan Henrik Behrends, deutscher Handballspieler
- 08. September: Bernd Korzynietz, deutscher Fußballspieler
- 08. September: Péter Lékó, ungarischer Schachspieler
- 10. September: Sébastien Grimaldi, französischer Fußballspieler
- 11. September: Éric Abidal, französischer Fußballspieler
- 13. September: Linda Grubben, norwegische Biathletin
- 13. September: Leandro Messineo, argentinischer Radrennfahrer
- 13. September: Warteres Samurgaschew, russischer Ringer
- 15. September: Marcel Gebhardt, deutscher Fußballspieler
- 15. September: Sebastian Lang, deutscher Radrennfahrer
- 15. September: Lorenzo Bernucci, italienischer Radrennfahrer
- 17. September: Nils Antons, deutscher Eishockeyspieler
- 17. September: Michel Nykjær, dänischer Automobilrennfahrer
- 18. September: Lasse Boesen, dänischer Handballspieler und -trainer
- 18. September: Ryū Saitō, japanischer Fußballspieler
- 19. September: Yvonne Cernota, deutsche Bobfahrerin († 2004)
- 19. September: Alexander Ende, deutscher Fußballspieler und -trainer
- 20. September: Petruța Iugulescu, rumänische Fußballschiedsrichterassistentin
- 20. September: Aljona Sidko, russische Skilangläuferin
- 20. September: Kerstin Wasems, deutsche Fußballspielerin

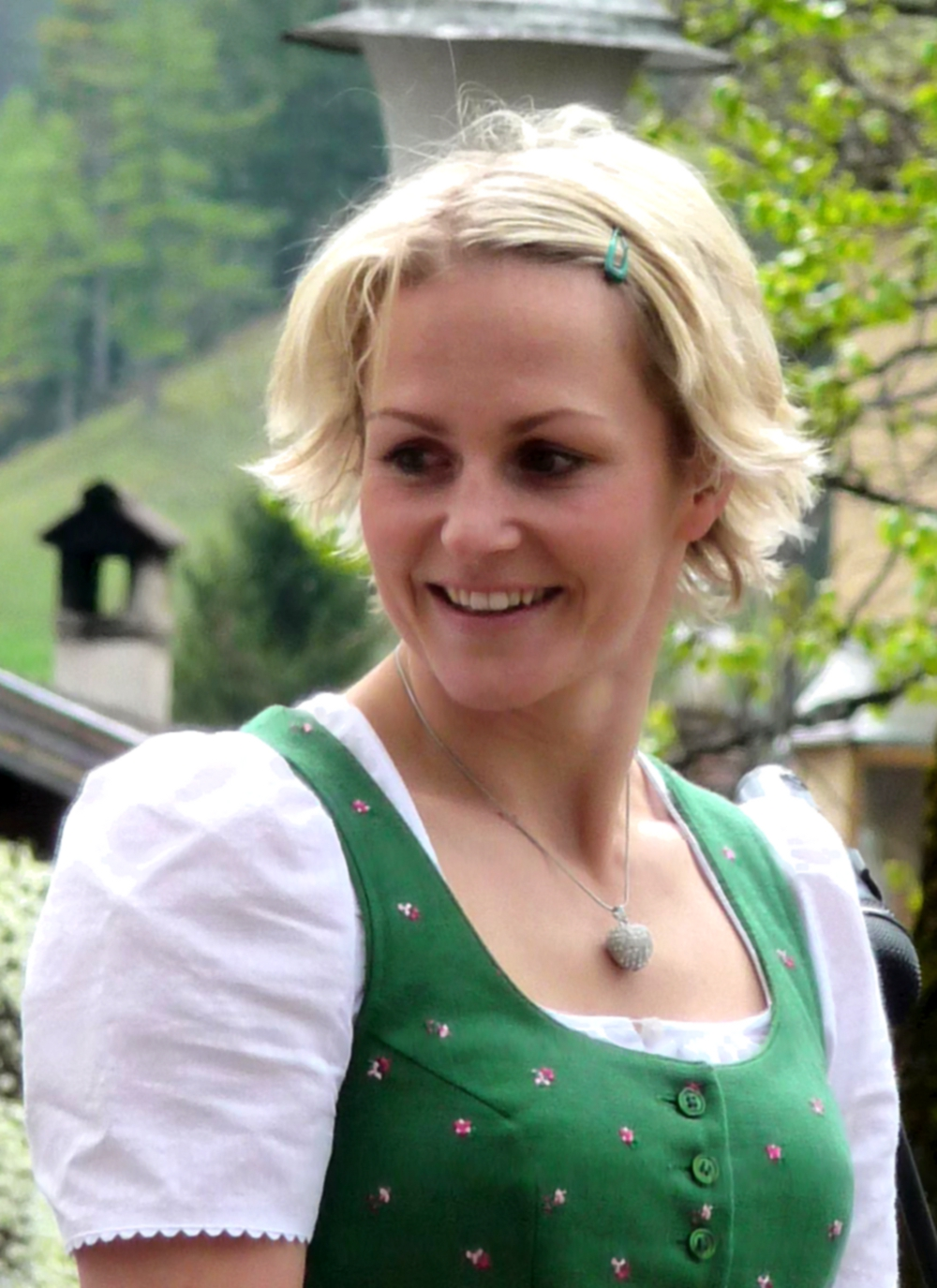
Martina Glagow

- 21. September: Martina Glagow, deutsche Biathletin
- 22. September: Bakkies Botha, südafrikanischer Rugbyspieler
- 25. September: Michele Scarponi, italienischer Radrennfahrer († 2017)
- 26. September: Bruno Besson, französischer Automobilrennfahrer
- 26. September: Robbie Kerr, britischer Automobilrennfahrer
- 26. September: Fernando Machado, uruguayischer Fußballspieler
- 27. September: Michael Mutzel, deutscher Fußballspieler
- 28. September: Bam Margera, US-amerikanischer Skateboarder
- 28. September: Juri Nikolajewitsch Patrikejew, russischer Ringer
- 29. September: Orhan Ak, türkischer Fußballspieler

### Oktober
- 03. Oktober: Antonio dos Santos, brasilianischer Fußballspieler
- 05. Oktober: Curtis Sanford, kanadischer Eishockeytorhüter
- 06. Oktober: David di Tommaso, französischer Fußballspieler († 2005)
- 06. Oktober: Richard Seymour, US-amerikanischer American-Football-Spieler
- 06. Oktober: Josephine Touray, dänische Handballspielerin
- 07. Oktober: Simona Amânar, rumänische Kunstturnerin
- 08. Oktober: Martin Finnegan, irischer Motorradrennfahrer († 2008)
- 09. Oktober: Tim Reichert, deutscher Fußballspieler
- 09. Oktober: Gonzalo Sorondo, uruguayischer Fußballspieler
- 10. Oktober: Nicolás Massú, chilenischer Tennisspieler
- 10. Oktober: Jens Tiedtke, deutscher Handballspieler († 2019)
- 12. Oktober: Jelena Erić, serbische Handballspielerin und -funktionärin
- 12. Oktober: Philipp Schoch, Schweizer Snowboarder
- 14. Oktober: Lucía Tavera, spanische Badmintonspielerin
- 15. Oktober: Paul Robinson, englischer Fußballspieler
- 15. Oktober: Māris Verpakovskis, lettischer Fußballspieler

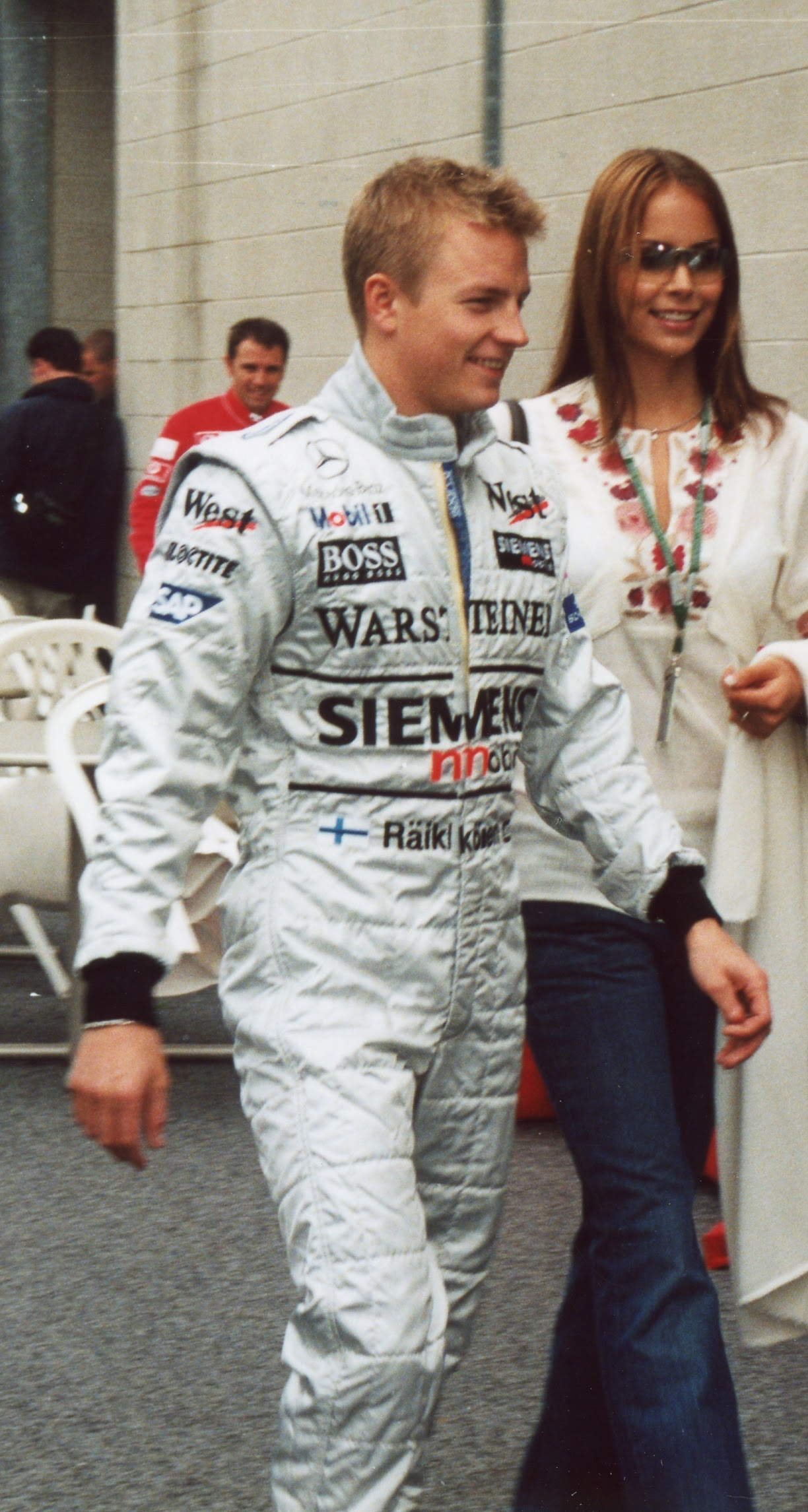
Kimi Räikkönen

- 17. Oktober: Kimi Räikkönen, finnischer Automobilrennfahrer
- 18. Oktober: Yukiko Akaba, japanische Langstreckenläuferin
- 18. Oktober: Diane Lamein, niederländische Handballspielerin
- 18. Oktober: Camel Meriem, französischer Fußballspieler
- 19. Oktober: Branimir Bajić, bosnisch-herzegowinischer Fußballspieler
- 20. Oktober: Markus Kaya, deutscher Fußballspieler
- 21. Oktober: Katrin Šmigun, estnische Skilangläuferin
- 22. Oktober: Martijn Dambacher, niederländischer Schachspieler
- 26. Oktober: Achim Beiersmann, deutscher Basketballspieler
- 28. Oktober: Isabella Ochichi, kenianische Leichtathletin
- 30. Oktober: Ulrike Schmetz, deutsche Fußballspielerin
- 31. Oktober: Simão, portugiesischer Fußballspieler
- 31. Oktober: Nicholas Angell, US-amerikanischer Eishockeyspieler

### November
- 01. November: Luís Delgado, angolanischer Fußballspieler
- 01. November: Andrew Sheridan, englischer Rugbyspieler

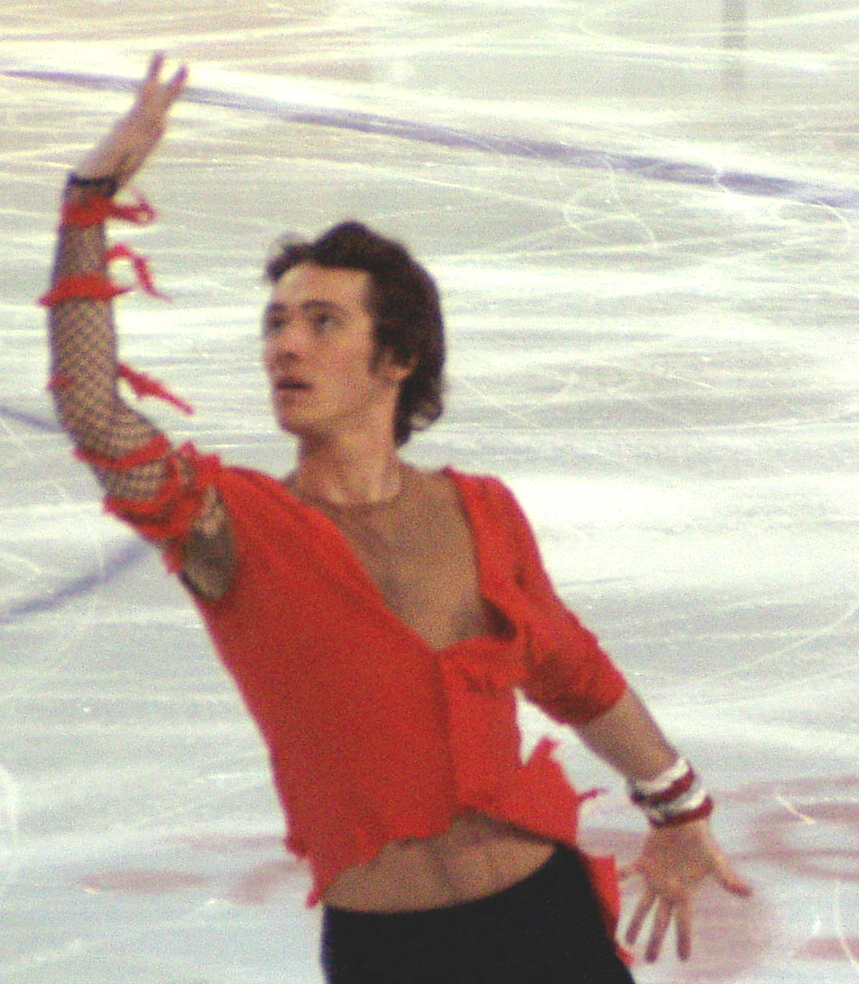
Silvio Smalun

- 02. November: Silvio Smalun, deutscher Eiskunstläufer
- 03. November: Pablo Aimar, argentinischer Fußballspieler
- 03. November: Rob Jones, englischer Fußballspieler
- 05. November: Patrick Owomoyela, deutscher Fußballspieler
- 06. November: Lamar Odom, US-amerikanischer Basketballspieler
- 07. November: Marieke van der Wal, niederländische Handballspielerin
- 08. November: Paul Sackey, englischer Rugbyspieler
- 09. November: Casper Ankergren, dänischer Fußballspieler
- 09. November: Marcelina Kiala, angolanische Handballspielerin
- 10. November: Kelly Santos, brasilianische Basketballspielerin
- 11. November: Baptiste Amar, französischer Eishockeyspieler
- 12. November: Corey Maggette, US-amerikanischer Basketballspieler
- 13. November: Ron Artest, US-amerikanischer Basketballspieler
- 13. November: Angelina Juschkowa, russische Rhythmische Sportgymnastin
- 13. November: Henrik Lundström, schwedischer Handballspieler
- 14. November: Vitalij Aab, russlanddeutscher Eishockeyspieler
- 14. November: Osleidys Menéndez, kubanische Leichtathletin
- 14. November: Nils Meyer, deutscher Handballspieler
- 14. November: Alexej Sokolow, russischer Marathonläufer
- 15. November: Brett Lancaster, australischer Radrennfahrer
- 17. November: Mikel Astarloza, spanischer Radsportler
- 20. November: Bojana Popović, serbische Handballspielerin
- 21. November: Vincenzo Iaquinta, italienischer Fußballspieler
- 21. November: Maria Sidorowa, russische Handballspielerin
- 21. November: Aleksandar Vasoski, mazedonischer Fußballspieler
- 22. November: Norman Rentsch, deutscher Handballspieler und -trainer
- 23. November: Nihat Kahveci, türkischer Fußballspieler
- 23. November: Ivica Kostelić, kroatischer Skirennläufer
- 26. November: Massimiliano Blardone, italienischer Skirennläufer
- 26. November: Torsten Laen, dänischer Handballspieler und -trainer
- 26. November: Kathrin Scholl, deutsche Handballspielerin
- 27. November: Romain Iannetta, französischer Automobilrennfahrer
- 28. November: Fabian Gerber, deutscher Fußballspieler
- 28. November: Chen Hong, chinesischer Badmintonspieler
- 30. November: Dennis Hillebrand, deutscher Fußballspieler

### Dezember
- 01. Dezember: Lyn Byl, deutsche Handballspielerin
- 01. Dezember: Marian Csorich, polnischer Eishockeyspieler
- 01. Dezember: Robert Dahlgren, schwedischer Automobilrennfahrer

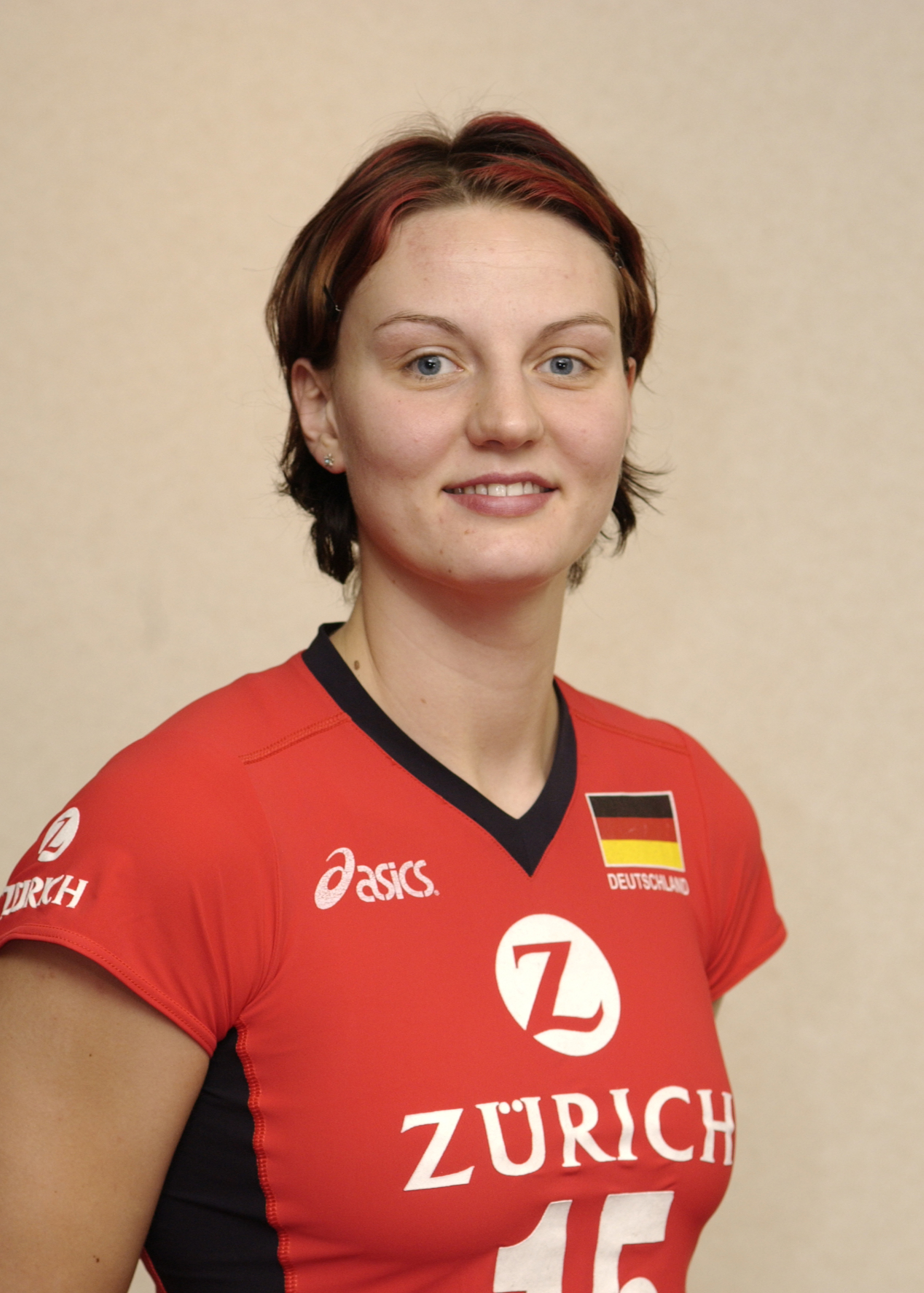
Angelina Grün

- 02. Dezember: Angelina Grün, deutsche Volleyballspielerin
- 02. Dezember: Lucie Ratajová, tschechische Fußballschiedsrichterassistentin
- 05. Dezember: Frédéric Barth, Schweizer Automobilrennfahrer
- 05. Dezember: Michael Gruber, österreichischer Nordischer Kombinierer
- 05. Dezember: Rustam Kasimjanov, usbekischer Schachspieler
- 05. Dezember: Cristina Vărzaru, rumänische Handballspielerin
- 06. Dezember: Tim Cahill, australischer Fußballspieler
- 07. Dezember: Lampros Choutos, griechischer Fußballspieler
- 07. Dezember: Vicente Sánchez, uruguayischer Fußballspieler
- 10. Dezember: Tatjana Andrianowa, russische Mittelstreckenläuferin
- 10. Dezember: Ildefons Lima, andorranischer Fußballspieler

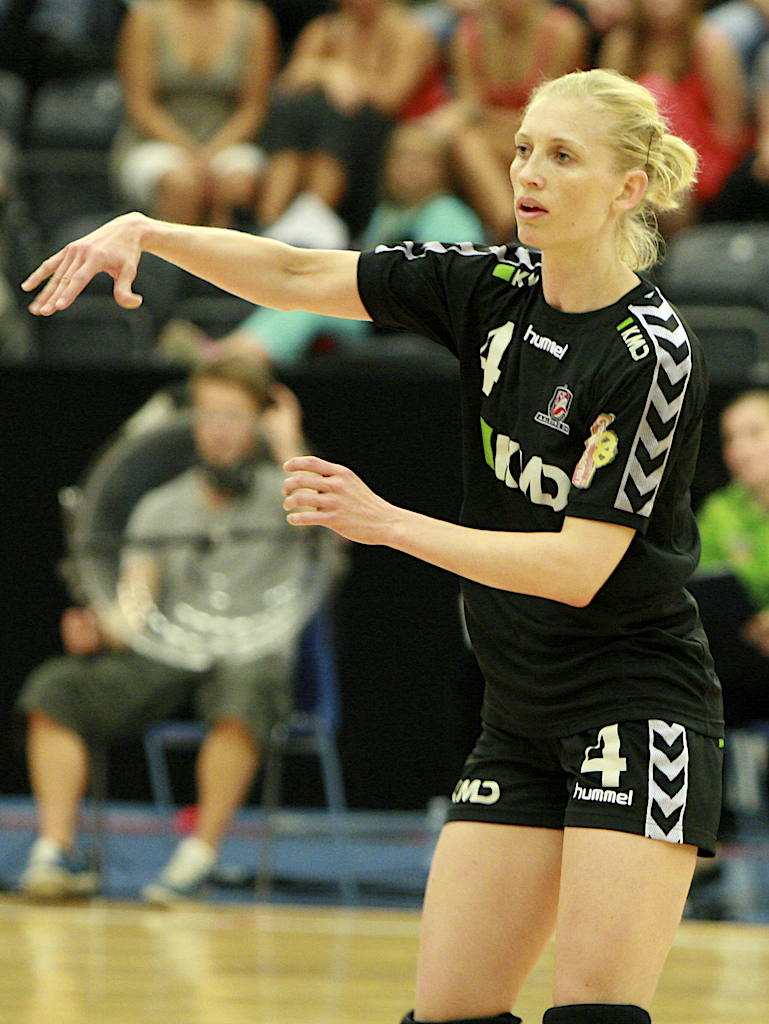
Louise Mortensen

- 11. Dezember: Louise Mortensen, dänische Handballspielerin
- 12. Dezember: Daniel Lins Côrtes, brasilianisch-neuseeländischer Fußballspieler
- 13. Dezember: Jurica Puljiz, kroatischer Fußballspieler
- 14. Dezember: Tobias Willi, deutscher Fußballspieler
- 14. Dezember: Michael Owen, englischer Fußballspieler
- 15. Dezember: Radomir Jovović, serbischer Badmintonspieler und -trainer
- 16. Dezember: Yann-Benjamin Kugel, deutscher Fitnesstrainer
- 16. Dezember: Daniel Narcisse, französischer Handballspieler
- 18. Dezember: Mamady Sidibe, malischer Fußballspieler
- 19. Dezember: Britta Andersen, dänische Badmintonspielerin
- 19. Dezember: Jens Härter, deutscher Fußballspieler
- 19. Dezember: Gareth Williams, walisischer Rugbyspieler
- 20. Dezember: Michael Rogers, australischer Radrennfahrer
- 21. Dezember: Obaidulla Karimi, afghanischer Fußballspieler
- 21. Dezember: Steve Montador, kanadischer Eishockeyspieler († 2015)
- 22. Dezember: Régis Dorn, französischer Fußballspieler
- 22. Dezember: Salim Kipsang, kenianischer Leichtathlet
- 22. Dezember: Gonzalo Vicente, uruguayischer Fußballspieler
- 23. Dezember: Kenny Miller, schottischer Fußballspieler und -trainer
- 24. Dezember: Virginie Arnold, französische Bogenschützin
- 24. Dezember: Swetlana Pospelowa, russische Leichtathletin
- 24. Dezember: Shen Yanfei, spanische Tischtennisspielerin
- 25. Dezember: Robert Huff, britischer Automobilrennfahrer
- 26. Dezember: Fabián Carini, uruguayischer Fußballspieler
- 26. Dezember: Mark Cueto, englischer Rugbyspieler
- 27. Dezember: Aljaksej Kulbakou, belarussischer Fußballschiedsrichter
- 28. Dezember: Daniel Montenegro, argentinischer Fußballspieler
- 28. Dezember: Frank Schumann, deutscher Handballspieler
- 29. Dezember: Tricia Flores, belizische Leichtathletin
- 29. Dezember: John Hutchinson, australisch-maltesischer Fußballspieler
- 30. Dezember: Flávio da Silva Amado, angolanischer Fußballspieler
- 31. Dezember: Guillermo Díaz Gastambide, uruguayischer Fußballspieler
- 31. Dezember: Danny Watts, britischer Automobilrennfahrer

### Genaues Datum unbekannt
- Mikko Nuuttila, finnischer Snowboarder

## Gestorben

### Januar
- 07. Januar: Thoralf Hagen, norwegischer Ruderer (* 1887)
- 07. Januar: Ivan Stedman, australischer Schwimmer (* 1895)
- 09. Januar: Robert Sears, US-amerikanischer Fechter und Pentathlet (* 1884)
- 13. Januar: Gustave Wuyts, belgischer Tauzieher (* 1903)
- 18. Januar: Claude Allen, US-amerikanischer Stabhochspringer (* 1885)
- 18. Januar: Gaston Heuet, französischer Langstreckenläufer (* 1892)
- 21. Januar: Johann Tauscher, österreichischer Feldhandballspieler (* 1979)
- 23. Januar: Henning Svensson, schwedischer Fußballspieler und -trainer (* 1891)
- 24. Januar: Luis Gibert, spanischer Wasserballspieler (* 1903)
- 28. Januar: Rudi Gauch, deutscher Kunstturner (* 1915)
- 30. Januar: Sofie Castenschiold, dänische Tennisspielerin (* 1882)

### Februar
- 01. Februar: George Falcke, dänischer Turner (* 1891)
- 04. Februar: Lillian Birkenhead, britische Schwimmerin (* 1905)
- 04. Februar: Imre Harangi, ungarischer Boxer und Boxtrainer (* 1913)
- 05. Februar: Grete Rosenberg, deutsche Schwimmerin (* 1896)
- 15. Februar: Werner Bürki, Schweizer Ringer und Schwinger (* 1909)
- 16. Februar: Kristen Vadgaard, dänischer Turner (* 1886)
- 19. Februar: Evert Lundquist, schwedischer Fußballspieler (* 1900)
- 22. Februar: Aagot Norman, norwegische Schwimmerin (* 1892)

### März
- 01. März: Norman Slater, US-amerikanischer Rugby-Union-Spieler (* 1894)
- 01. März: August Sørensen, dänischer Sprinter (* 1896)
- 02. März: Vincenzo Cuccia, italienischer Fechter (* 1892)
- 08. März: Gérard Blitz, belgischer Schwimmer und Wasserballspieler (* 1901)
- 08. März: Gaspard Lemaire, belgischer Schwimmer (* 1899)
- 09. März: Sid Jelinek, US-amerikanischer Ruderer (* 1899)
- 14. März: José María Alonso, spanischer Tennisspieler (* 1890)
- 14. März: Heinz Pollay, deutscher Dressurreiter und Reitsportfunktionär (* 1908)
- 16. März: François Gangloff, französischer Turner (* 1898)
- 19. März: Willi Meier, deutscher Leichtathlet (* 1907)
- 23. März: Walter Schachtitz, österreichischer Schwimmer und Wasserballspieler (* 1887)
- 27. März: Daniel Lawton, französischer Tennisspieler (* 1881)
- 28. März: Norwood Hallowell, US-amerikanischer Leichtathlet (* 1909)
- 29. März: Henri Anspach, belgischer Fechter (* 1882)
- 30. März: Hans Liesche, deutscher Leichtathlet (* 1891)

### April
- 02. April: Erich Rademacher, deutscher Schwimmer und Wasserballspieler (* 1901)
- 08. April: Joseph Callens, belgischer Schwimmer und Wasserspringer (* 1904)
- 12. April: Sigurd Overby, US-amerikanischer Skisportler (* 1899)
- 17. April: Paolo Barison, italienischer Fußballspieler und -trainer (* 1936)
- 22. April: Amedeo Biavati, italienischer Fußballspieler (* 1915)
- 25. April: Arthur Clark, britischer Leichtathlet (* 1900)
- 30. April: Jaap Bulder, niederländischer Fußballspieler (* 1896)
- 000April: Ernst Hug, Schweizer Eishockeyspieler und -schiedsrichter (* 1910)

### Mai
- 04. Mai: František Řezáč, tschechoslowakischer Radrennfahrer (* 1943)
- 06. Mai: Władysław Szczepaniak, polnischer Fußballspieler (* 1910)
- 07. Mai: Sven Utterström, schwedischer Skilangläufer (* 1901)
- 10. Mai: Hans Bjerrum, dänischer Hockeyspieler (* 1899)
- 12. Mai: Pierre Brunet, französischer Ruderer (* 1908)
- 14. Mai: Josef Kitzmüller, österreichischer Fußballspieler (* 1912)
- 15. Mai: Elemér Somfay, ungarischer Leichtathlet und Moderner Fünfkämpfer (* 1898)
- 16. Mai: René Hournon, französischer Radrennfahrer (* 1905)
- 17. Mai: Frederick Blackett, britischer Leichtathlet (* 1900)
- 19. Mai: Sigfrid Lundberg, schwedischer Radrennfahrer (* 1895)
- 20. Mai: Daniel Lehu, französischer Schwimmer (* 1896)
- 28. Mai: Frank Fredrickson, kanadischer Eishockeyspieler und -trainer (* 1895)
- 29. Mai: Frank Sandon, britischer Schwimmer (* 1890)

### Juni
- 04. Juni: Sigrid Fick, schwedische Tennisspielerin (* 1887)
- 08. Juni: Magnar Isaksen, norwegischer Fußballspieler (* 1910)
- 11. Juni: Loren Murchison, US-amerikanischer Leichtathlet (* 1898)
- 15. Juni: Juan Pedro Arremón, uruguayischer Fußballspieler (* 1899)
- 17. Juni: Vigo Meulengracht Madsen, dänischer Turner (* 1889)
- 22. Juni: Louis Chiron, monegassischer Automobilrennfahrer (* 1899)
- 25. Juni: Jörg Martin, deutscher Fußballspieler (* 1954)
- 26. Juni: Afrânio da Costa, brasilianischer Sportschütze (* 1892)
- 29. Juni: Vilho Niittymaa, finnischer Leichtathlet (* 1896)

### Juli
- 01. Juli: Wsewolod Bobrow, sowjetisch-russischer Eishockeyspieler und Olympiasieger 1956 (* 1922)
- 05. Juli: Rolf Holmberg, norwegischer Fußballspieler (* 1914)
- 10. Juli: Harald Færstad, norwegischer Turner (* 1889)
- 11. Juli: Jean Gutweninger, Schweizer Turner (* 1892)
- 11. Juli: Charles Riddy, kanadischer Ruderer (* 1885)
- 14. Juli: Santos Urdinarán, uruguayischer Fußballspieler (* 1900)
- 15. Juli: Bengt Ljungquist, schwedischer Fechter und Dressurreiter (* 1912)
- 19. Juli: Guglielmo Segato, italienischer Radrennfahrer (* 1906)
- 20. Juli: Wilhelm Ladewig, deutscher Leichtathlet (* 1906)
- 24. Juli: Albert Hersoy, französischer Turner (* 1895)
- 27. Juli: Ernest Crosbie, US-amerikanischer Leichtathlet (* 1909)
- 27. Juli: Henri Saint Cyr, schwedischer Dressurreiter (* 1902)
- 28. Juli: André Cherrier, französischer Leichtathlet (* 1905)
- 28. Juli: Väinö Rainio, finnischer Leichtathlet (* 1896)
- 30. Juli: Edmund Stadler, deutscher Leichtathlet (* 1908)
- 31. Juli: Frede Hansen, dänischer Turner (* 1897)

### August
- 03. August: Juan Ibacache, chilenischer Fußballtorhüter (* 1903)
- 03. August: Walter Porter, britischer Leichtathlet (* 1903)
- 04. August: Ivar Johansson, schwedischer Ringer (* 1903)
- 10. August: Ángel León, spanischer Sportschütze (* 1902)
- 10. August: Géza Wertheim, luxemburgischer Bobsportler, Tennisspieler und -funktionär (* 1910)
- 11. August: Harry Wilson, neuseeländischer Hürdenläufer (* 1896)
- 14. August: Georges Berthet, französischer Ruderer und Skisportler (* 1903)
- 14. August: Michail Pawlowitsch Ogonkow, sowjetischer Fußballspieler (* 1932)
- 17. August: Angelo De Martini, italienischer Radrennfahrer (* 1897)
- 23. August: Anna Maria Peduzzi, italienische Automobilrennfahrerin (* 1912)
- 24. August: Bernt Evensen, norwegischer Eisschnellläufer (* 1905)
- 26. August: Leslie Savage, britischer Schwimmer und Wasserballspieler (* 1897)

### September
- 04. September: Francisco Gibert, spanischer Wasserballspieler und Sportfunktionär (* 1900)
- 09. September: Stanley Engelhart, britischer Leichtathlet (* 1910)
- 25. September: Tapio Rautavaara, finnischer Leichtathlet (* 1915)
- 27. September: Verne Booth, US-amerikanischer Leichtathlet (* 1898)
- 29. September: Len Hutton, kanadischer Leichtathlet (* 1908)

### Oktober
- 09. Oktober: Ernie Harper, britischer Leichtathlet (* 1902)
- 12. Oktober: Andries du Plessis, südafrikanischer Leichtathlet (* 1910)
- 20. Oktober: Jean Jourlin, französischer Ringer (* 1904)
- 24. Oktober: Giovanni Maria Cornaggia Medici, italienischer Adeliger, Jurist, Politiker und Automobilrennfahrer (* 1899)
- 28. Oktober: Raymond Fritz, französischer Leichtathlet (* 1898)
- 29. Oktober: Carl de la Sablière, französischer Segler (* 1895)
- 29. Oktober: Erich Schmitt, Schweizer Handballspieler (* 1912)
- 31. Oktober: Putte Kock, schwedischer Sportler (* 1901)
- 31. Oktober: Paavo Kuusinen, finnischer Radrennfahrer (* 1914)

### November
- 01. November: Rudolf Dobermann, deutscher Leichtathlet und Leichtathletiktrainer (* 1902)
- 05. November: Lisa Regnell, schwedische Wasserspringerin (* 1887)
- 10. November: Harry Hart, südafrikanischer Leichtathlet (* 1905)
- 13. November: Moose Goheen, US-amerikanischer Eishockeyspieler (* 1894)
- 13. November: Ernest N. Harmon, US-amerikanischer Leichtathlet (* 1894)
- 13. November: Erminio Sertorelli, italienischer Skilangläufer (* 1901)
- 13. November: Nils Thomas, norwegischer Segler (* 1889)
- 15. November: Curtis Stevens, kanadischer Bob- und Motorbootrennfahrer (* 1898)
- 20. November: Jean Snella, französischer Fußballspieler und -trainer (* 1914)
- 22. November: Frans de Bruyn Kops, niederländischer Fußballspieler (* 1886)
- 23. November: Aurelio Menegazzi, italienischer Radrennfahrer (* 1900)
- 25. November: Hermann Gehri, Schweizer Ringer (* 1899)
- 25. November: William Murphy, irischer Boxer (* 1903)
- 27. November: Walter Dietrich, Schweizer Fußballspieler (* 1902)
- 29. November: Lily Beaurepaire, australische Schwimmerin (* 1892)

### Dezember
- 01. Dezember: Lajos Maszlay, ungarischer Fechter (* 1903)
- 01. Dezember: Clyde Swendsen, US-amerikanischer Wasserspringer sowie Wasserballspieler und -trainer (* 1895)
- 02. Dezember: Jan Pijnenburg, niederländischer Radrennfahrer (* 1906)
- 03. Dezember: Dhyan Chand, indischer Hockeyspieler (* 1905)
- 09. Dezember: Hjalmar Johansen, dänischer Turner (* 1892)
- 10. Dezember: Svend Blach, dänischer Hockeyspieler (* 1893)
- 12. Dezember: Charlotte Radcliffe, britische Schwimmerin (* 1903)
- 14. Dezember: Peter Donlon, US-amerikanischer Ruderer (* 1906)
- 15. Dezember: Ethel Lackie, US-amerikanische Schwimmerin (* 1907)
- 16. Dezember: Omer Corteyn, belgischer Sprinter (* 1896)
- 16. Dezember: Franz Zinner, deutscher Gewichtheber (* 1902)
- 19. Dezember: Claus Juell, norwegischer Segler (* 1902)
- 26. Dezember: Wladimir Safronow, sowjetisch-russischer Boxer und Olympiasieger 1956 (* 1934)
- 28. Dezember: John Norton, US-amerikanischer Leichtathlet (* 1893)
- 29. Dezember: Elka de Levie, niederländische Turnerin (* 1905)
- 31. Dezember: Ethel Smith, kanadische Leichtathletin (* 1907)

### Datum unbekannt
- Krikor Agathon, ägyptischer Fechter und Sportschütze sowie Sportfunktionär (* 1900)
- Avni Kurgan, türkischer Fußballtorhüter (* 1910)